# Jurassic Park
Cet article concerne le film de Steven Spielberg. Pour la série de films, voir Jurassic Park (série de films). Pour les autres significations, voir Jurassic Park (homonymie).
Série Jurassic Park
Le Monde perdu : Jurassic Park
(1997)
Pour plus de détails, voir Fiche technique et Distribution.
Jurassic Park, ou Le Parc jurassique au Québec, est un film de science-fiction américain réalisé par Steven Spielberg, sorti en 1993.
Adapté du roman homonyme de Michael Crichton publié en 1990, le film met en scène un parc d'attractions de dinosaures créés par clonage. Un petit groupe de visiteurs est invité à le découvrir pour confirmer sa viabilité avant son ouverture. Cependant, leur visite tourne à la catastrophe lorsqu'un acte de sabotage provoque l'arrêt du système de sécurité du parc, entraînant l'évasion des dinosaures.
Avec le soutien d'Universal Pictures, Steven Spielberg a acquis les droits d'adaptation pour 1,5 million de dollars en mai 1990. Crichton a été engagé pour écrire l'adaptation de son propre roman. David Koepp a ensuite retravaillé le scénario pour aboutir au résultat final qui met de côté une grande partie de l'exposition et de la violence du livre. De nombreux changements ont été également apportés aux personnages. Le tournage s'est déroulé en Californie et à Hawaï d'août à novembre 1992, puis la post-production s'est faite jusqu'en mai 1993 et a été supervisée par Spielberg depuis la Pologne alors qu'il tournait La Liste de Schindler, ainsi que par son ami George Lucas. Les dinosaures ont été créés avec des images de synthèse sur ordinateur par Industrial Light & Magic (ILM) pour les plans larges ainsi qu'avec des animatroniques grandeur nature conçues par Stan Winston pour les plans rapprochés.
Jurassic Park est sorti le 11 juin 1993 aux États-Unis et a reçu des critiques modérément positives. Les effets spéciaux, le jeu d'acteur, la musique de John Williams et la réalisation de Spielberg ont été loués, cependant des reproches ont été faits par rapport à la caractérisation des personnages, au scénario et aux dérives scénaristiques vis-à-vis du livre. Le film a été un triomphe commercial puisque pour un budget de 63 millions de dollars, il a rapporté 357 millions aux États-Unis et 555 millions dans le reste du monde, soit un total de 912 millions de dollars, faisant de lui le plus grand succès cinématographique de 1993, l'un des plus gros succès du box-office mondial et le plus grand succès de la carrière de Spielberg.
Il a remporté trois Oscars et est considéré comme un film pionnier dans l'histoire des effets spéciaux numériques et animatroniques. Il a donné naissance à une saga cinématographique de six films dont la première suite, Le Monde perdu : Jurassic Park, toujours réalisée par Spielberg, est sortie en 1997. En 2018, il est sélectionné par le National Film Registry de la Bibliothèque du Congrès des États-Unis pour y être conservé, en raison de son « importance culturelle, historique ou esthétique ».

## Synopsis
John Hammond est un multi-milliardaire excentrique. Président-directeur général de l'entreprise InGen, il travaille en secret à la création du parc d'attractions Jurassic Park sur Isla Nublar, une île privée qu'il possède au large du Costa Rica.
À la suite de la mort accidentelle d'un employé, tué par un dinosaure, InGen est poursuivie en justice par la famille du défunt. Hammond est alors pressé par ses actionnaires d'amener une équipe d'experts scientifiques avant l'ouverture officielle du parc, afin que la sécurité des lieux puisse être garantie. Il se rend donc en personne dans le Montana pour inviter les docteurs Alan Grant paléontologue renommé et Ellie Sattler, paléobotaniste reconnue, à venir passer la fin de semaine sur son île. Les voyant peu emballés par la proposition, le milliardaire arrive cependant à les convaincre après leur avoir promis de prendre en charge le financement total de leurs fouilles pour les trois ans à venir. Un autre scientifique les accompagne, convié par l'avocat représentant les actionnaires d'Hammond. C'est un mathématicien du nom de Ian Malcolm, spécialisé dans la théorie du chaos. Enfin, Donald Gennaro, l'avocat, est lui aussi du voyage.
Arrivé sur l'île, le groupe de scientifiques découvre un Brachiosaurus vivant.
Ils apprennent alors que les chercheurs d'InGen ont réussi à recréer des dinosaures vivants, de plusieurs espèces, en répliquant le matériel génétique trouvé dans un moustique fossilisé dans un morceau d'ambre dominicain. L'ADN de ces échantillons a été mélangé avec celui d'une grenouille pour combler les séquences manquantes dans le code génétique. Au cours de ce processus, en contrôlant la température d'incubation des œufs, les généticiens de Jurassic Park s'assurent de ne créer que des dinosaures femelles afin de pouvoir éviter des naissances non désirées. Une pratique qui rend déjà Malcolm dubitatif, ce dernier arguant que la Vie ne saurait être contenue ni contrôlée. Pourtant, le Dr Henry Wu lui montre le bébé vélociraptor nouveau-né et lui prouve que  le laboratoire fait bien les choses. Grant, qui craint les raptor de par leur manière de chasser, s'horrifie en apprenant que l'espèce la plus intelligente et dangereuse est devant lui.
Le groupe arrive à l'enclos des raptors. Attaché par un harnais à une grue, un taureau semble terrifié. La grue le descend dans l'enclos jusqu'à ce qu'il disparaisse dans la végétation. La corde du harnais s'agite soudainement, puis des grognements retentissent. Puis le silence s'installe. Lorsque la grue remonte la corde, il n'y a rien dans le harnais, qui est couvert de sang.  Grant commente avec effarement ce qu'il vient de voir lorsque Robert Muldoon répond à ses nombreuses questions, notamment si les Raptors sont intelligents. Avec une colère froide, il acquiesce puis se met à critiquer violemment les généticiens pour avoir recréé le vélociraptor.  

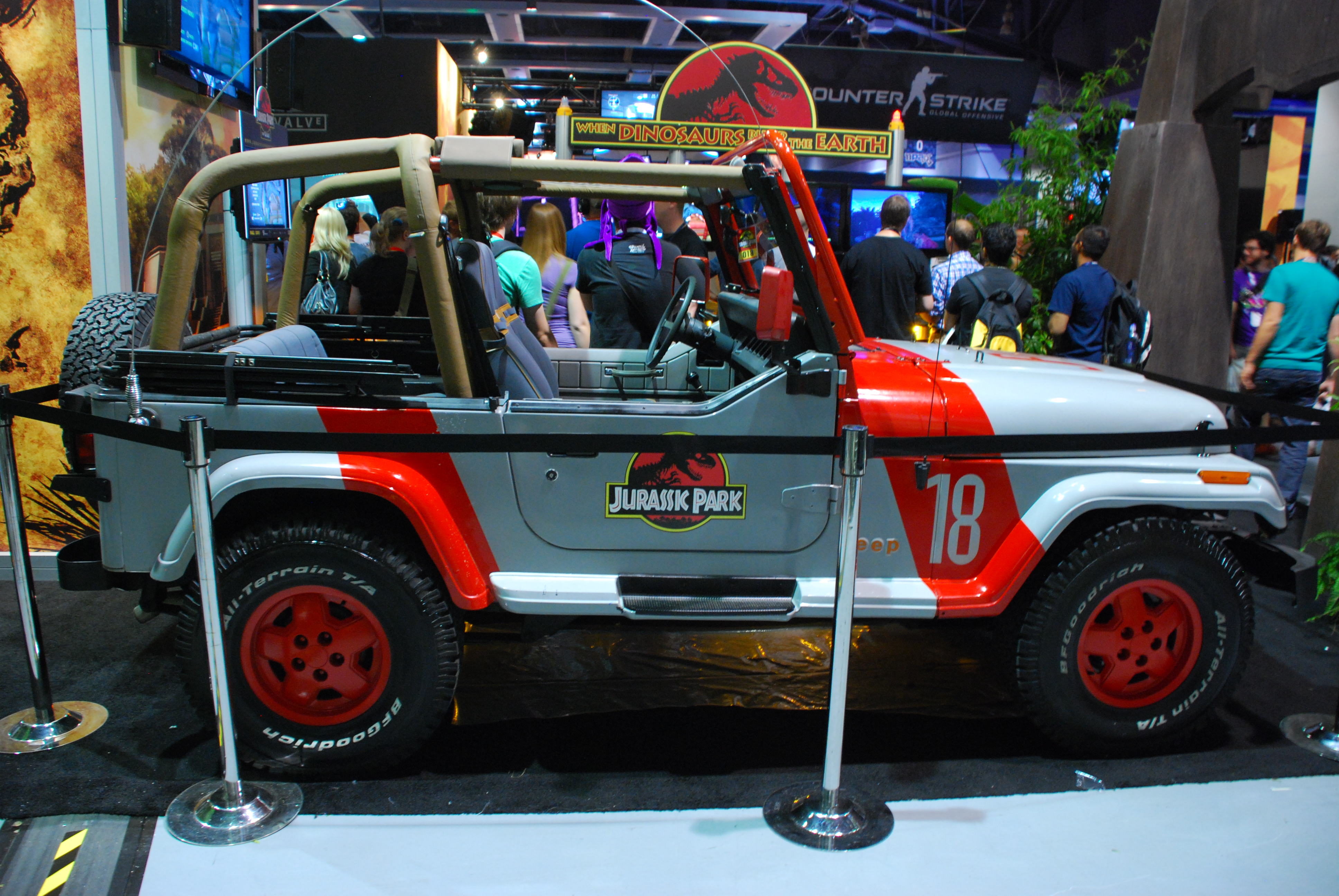
Dans le film, le personnel du parc utilise des Jeep Wrangler.

Lors du déjeuner, Malcolm décrit sa pensée face à Hammond. Il est lucide et amer, considérant que la Nature est par définition inapte à suivre des chemins tout tracés et que jouer avec elle sous des aspirations mercantiles ou techniques n'apportera que chaos. Sattler s'inquiète, visualisant la violence comme composante de la Nature. Grant, quant à lui, reste neutre bien que profondément perplexe. Ces premières réactions ne manquent pas de surprendre Hammond qui espérait plus d'enthousiasme et de soutien de la part de ses convives. Seul Gennaro est ravi de tout ce qu'il voit: la rentabilité de Jurassic Park est pour lui un fait acquis et c'est ce qui compte le plus à ses yeux.
Rejoints par les petits-enfants de Hammond, Alexis, l'ainée, dite Lex et Timmy, dit Tim, tout deux enfants Murphy, les scientifiques et l'avocat prennent place dans les véhicules électriques du parc et entament la visite guidée. Les engins suivent un rail électrifié, en autonomie, sans chauffeur.
Tandis que les six visiteurs effectuent une balade assez décevante (les créatures qu'ils sont censés voir restent toutes éloignées des grillages), Grant aperçoit quelque chose au milieu de la brousse. Intrigué, il quitte le véhicule en marche, suivi par les autres personnages, et découvre fasciné une tricératops malade. L'émerveillement passé, Sattler décide de soigner l'animal avec le Dr Gerry Harding, le vétérinaire du parc, avant de rentrer au centre d'accueil pendant que les autres continueront la visite.
Pendant ce temps, dans la salle de contrôle du centre, Hammond, Muldoon et l'ingénieur en chef Ray Arnold sont informés qu'une violente tempête tropicale menace de s'abattre sur l'île, les obligeant à interrompre le circuit des invités, qui sera repris le lendemain. 
À leurs côtés se trouve l'informaticien Dennis Nedry. Ce dernier a été acheté par Lewis Dodgson, un agent de la société Biosyn, concurrent direct d'InGen. Dodgson demande à Nedry de voler des embryons de dinosaures et de les ramener à un intermédiaire qui doit l'attendre sur les quais en échange d'une importante somme d'argent. Afin d'accéder à la salle où sont stockés les embryons, Nedry désactive pour un faux motif le système de sécurité du parc et rend les caméras inertes. Pour pouvoir s'enfuir du parc, il neutralise également les clôtures électrifiées afin de pouvoir ouvrir les nombreux portails d'accès, normalement sous tension eux aussi, et se rendre discrètement aux docks au volant d'un tout-terrain.
En neutralisant le courant, le convoi des visiteurs se retrouve stoppé aux abords de l'enclos du tyrannosaure. Attiré par une chèvre mise comme appât, le dinosaure s'approche, dévore la chèvre puis détruit sans mal la clôture qui délimite son espace de vie. Il tue Gennaro qui s'est enfui et réfugié dans des toilettes à proximité. Lex allume accidentellement une puissante lampe torche. Elle et Tim, en fort mauvaise posture, se font attaquer par le T-Rex dans leur véhicule. Grant tente de détourner l'attention du prédateur pour venir en aide aux enfants et il est rapidement imité par Malcolm, qui est blessé par le reptile. Grant parvient à secourir la jeune fille mais le dinosaure fait chuter la voiture dans le fossé de son enclos alors que Tim est encore à l'intérieur. Grant et Lex font une descente en rappel pour le rejoindre, puis le paléontologue aide le garçonnet à sortir du véhicule encastré dans un arbre.
Peu après, à la suite d'une demande de Hammond qui s'inquiète pour ses petits-enfants, Muldoon et Sattler se rendent sur les lieux et portent secours à Malcolm, toujours en vie. Ils comprennent que Grant et les enfants ont survécu mais ils ne savent pas où ils se sont rendus après leur chute en contrebas. De retour à leur véhicule, les trois sont pris en chasse par le tyrannosaure qui ne parvient pas à les atteindre.

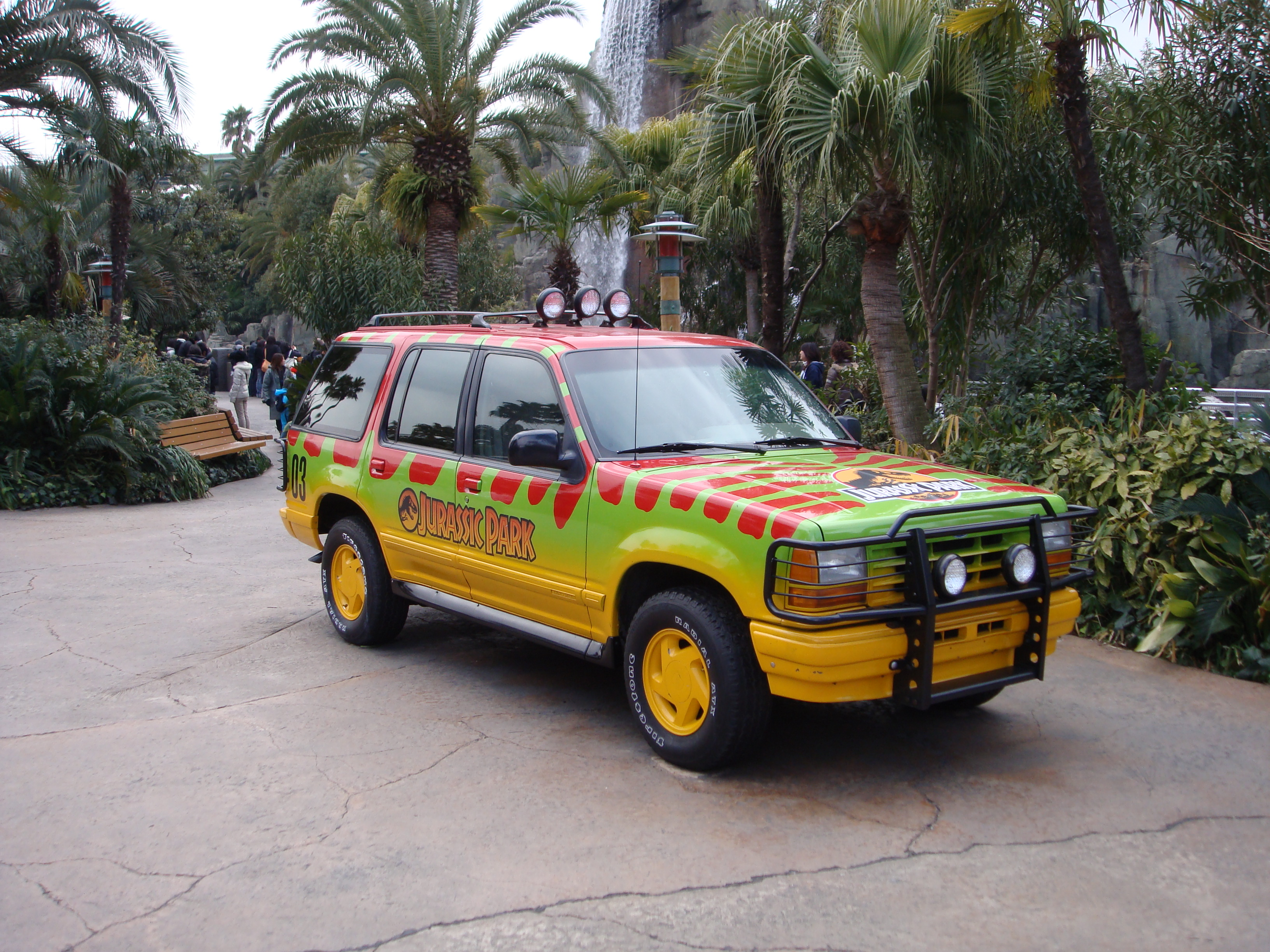
Dans le film, les visiteurs voyagent à bord de Ford Explorer.

De son côté, pris dans la tempête, Nedry a un accident de voiture avant d'atteindre le bateau et se fait tuer par un dilophosaure.
Grant, Tim et Lex passent la nuit dans un arbre et, au matin, alors qu'ils marchent vers le centre d'accueil, ils découvrent des coquilles d'œufs cassées. Malgré les précautions prises par les généticiens du parc, les dinosaures peuvent donc se reproduire. Grant comprend que l'ADN de grenouille est responsable de ce changement : plusieurs espèces d'amphibiens sont connues pour changer spontanément de sexe dans un environnement sans partenaire.
Au centre des visiteurs, Ray Arnold tente de pirater l'ordinateur de Nedry pour rétablir la sécurité du parc mais il échoue. Hammond déclare alors que la seule possibilité restante est d'éteindre tout le système informatique, pour effacer les opérations effectuées par l'employé corrompu. D'abord hostile à l'idée, Arnold, qui craint que le système ne puisse être relancé, se résout finalement à couper le courant. Lorsqu'il le réactive, le système est de nouveau opérationnel mais la coupure a fait sauter les disjoncteurs, qui doivent être remis en marche dans une remise voisine. Tandis que l'ingénieur s'y rend sans délai, Hammond demande à Muldoon, Sattler et Malcolm de l'accompagner dans le bunker qui jouxte l'enclos des vélociraptors.
Toujours sans nouvelles d'Arnold, Sattler décide d'aller rétablir elle-même le courant, avec l'aide de Muldoon. À peine sortis, ils s'aperçoivent que les raptors se sont échappés. Le garde-chasse, bien conscient du danger, demande à la jeune femme d'aller jusqu'au bâtiment pour remettre l'alimentation, pendant qu'il s'occupe des raptors qui les ont pris en chasse. Muldoon est tué mais Sattler parvient à remettre le courant avant d'être attaquée à son tour par un raptor. Dans sa fuite, elle découvre les restes d'Arnold.
Au même moment, Grant, Lex et Tim arrivent au centre des visiteurs, désormais désert. Le paléontologue y laisse les enfants puis part à la recherche des autres. Il retrouve rapidement Sattler, qui le conduit dans le bunker où se trouvent encore Hammond et Malcolm. Pendant ce temps, Lex et son frère sont menacés par deux raptors. Livrés à eux-mêmes, ils réussissent à enfermer le premier, Randi, dans une chambre froide, mais doivent fuir devant le deuxième, la cheffe surnommée "La Grande" par Muldoon. Quelques instants après, ils sont rejoints par Grant et Sattler venus les récupérer.
Le groupe se réfugie dans la salle de contrôle du parc et arrive à rétablir in extremis les systèmes de sécurité et de téléphonie. Pendant que Hammond, prévenu, appelle les secours, le raptor parvient à détruire la fenêtre de la salle de contrôle, obligeant Grant, Sattler et les enfants à prendre la fuite. "La Grande" les poursuit jusqu'à l'entrée principale et le raptor qu'Ellie avait enfermé dans la remise durant sa fuite réapparaît et leur coupe la sortie. Alors qu'ils sont cernés, les quatre protagonistes sont sauvés de justesse par le T-Rex, qui attaque et tue les deux raptors.
Rejoignant Hammond et Malcolm, le groupe fuit en Jeep vers les hélicoptères de secours. Grant annonce au milliardaire qu'il refuse de donner son aval sur le parc, une décision que Hammond partage entièrement. Lorsque le groupe quitte l'île, Grant admire des pélicans volant au ras de l'eau, se rappelant sa théorie que les dinosaures auraient plus de ressemblances avec les oiseaux qu'avec les reptiles.

## Fiche technique
Sauf indication contraire, les informations mentionnées dans cette section peuvent être confirmées par les bases de données cinématographiques IMDb et Allociné,  présentes dans la section « Liens externes ».
- Titre original et français : Jurassic Park
- Titre québécois : Le Parc jurassique[1]
- Réalisation : Steven Spielberg
- Scénario : Michael Crichton et David Koepp, d'après le roman Jurassic Park de Michael Crichton
- Musique : John Williams
  - Orchestration : Alexander Courage et John Neufeld
  - Montage musical : Kenneth Wannberg
- Direction artistique : John Bell et William James Teegarden
- Décors : Rick Carter et Jackie Carr
- Costumes : Sue Moore et Eric H. Sandberg
- Maquillage : Christina Smith
- Coiffure : Lynda Gurasich
- Superviseur des effets visuels : Stan Winston et Dennis Muren
- Photographie : Dean Cundey
- Son : Richard Hymns, Ron Judkins, Shawn Murphy, Gary Rydstrom, Gary Summers
- Montage : Michael Kahn
- Production : Kathleen Kennedy et Gerald R. Molen
  - Production associée : Lata Ryan et Colin Wilson
- Sociétés de production : Amblin Entertainment, présenté par Universal Pictures
- Sociétés de distribution : Universal Pictures (États-Unis, Suisse romande)[2] ; United International Pictures (France)
- Budget : 63 millions de $[3],[4]
- Pays de production :  États-Unis
- Langue originale : anglais
- Format : couleur (DeLuxe / Eastmancolor) - 35 mm - 1,85:1 (Panavision) - son Dolby Digital / DTS / DTS (DTS: X) / Dolby stéréo
- Genre : action, aventure, science-fiction, thriller
- Durée : 127 minutes
- Dates de sortie[5] :
  - États-Unis : 11 juin 1993 (sortie nationale), 26 août 1994 (ressortie), 5 avril 2013 (ressortie en 3D), 30 juillet 2014 (Traverse City Film Festival)
  - Québec : 11 juin 1993[1]
  - France : 20 octobre 1993 (sortie nationale), 1er mai 2013 (ressortie en 3D), 30 septembre 2016 (sortie en VOD)[6], 2 septembre 2017 (Festival du cinéma américain de Deauville)
  - Belgique : 20 octobre 1993 (sortie nationale), 7 avril 2013 (Festival international du film fantastique de Bruxelles), 1er mai 2013 (ressortie en 3D)
  - Suisse romande : 22 octobre 1993[7]
- Classification :
  - États-Unis : accord parental recommandé, film déconseillé aux moins de 13 ans (PG-13 - Parents Strongly Cautioned)[N 1]
  - France : tous publics (conseillé à partir de 10 ans)[6],[8]
  - Belgique : tous publics (Alle Leeftijden)[9]
  - Suisse romande : interdit aux moins de 12 ans[10]
  - Québec : tous publics - déconseillé aux jeunes enfants (G - General Rating)[1]

## Distribution
Sauf indication contraire, les informations mentionnées dans cette section peuvent être confirmées par les bases de données cinématographiques IMDb et Allociné,  présentes dans la section « Liens externes ».
- Sam Neill (VF : Hervé Bellon) : Pr Alan Grant
- Laura Dern (VF : Rafaèle Moutier) : Pr Ellie Sattler
- Jeff Goldblum (VF : Richard Darbois) : Pr Ian Malcolm
- Richard Attenborough (VF : Jean-Pierre Delage) : John Hammond
- Bob Peck (VF : Gérard Rinaldi) : Robert Muldoon
- Martin Ferrero (VF : Gilbert Lévy) : Donald Gennaro
- Joseph Mazzello (VF : Alexis Tomassian) : Timothy « Tim » Murphy
- Ariana Richards (VF : Alexandra Garijo) : Alexis « Lex » Murphy
- Samuel L. Jackson (VF : Mario Santini) : Ray Arnold
- B. D. Wong (VF : Daniel Lafourcade) : Dr Henry Wu
- Wayne Knight (VF : Patrick Préjean) : Dennis Nedry
- Gerald R. Molen (VF : Jean-Claude Sachot) : Dr Gerry Harding
- Miguel Sandoval (VF : Rafael Gozalbo) : Juanito Rostagno
- Dean Cundey : l'ouvrier des docks avec qui Nedry parle par ordinateur
- Greg Burson (VF : Pierre Hatet) : M. ADN (voix)
- Richard Kiley (VF : Roger Carel) : lui-même, voix-off durant la visite du parc
- Cameron Thor (en) (VF : Vincent Violette) : Lewis Dodgson
- Christopher John Fields : le bénévole sur le site de fouille
- Whit Hertford (VF : Alexis Tomassian) : le jeune garçon sur le site de fouille

Sources et légende : Version française (VF) sur Voxofilm

## Personnages

### Personnages principaux
- Dr Alan Grant : un paléontologue et le principal protagoniste du premier roman, ainsi que des premier, troisième films et sixième film (Jurassic World : Dominion).

Dans le roman, il est décrit comme un homme barbu de quarante ans, avec une forte affinité pour les enfants, en particulier ceux qui s’intéressent aux dinosaures. Le personnage de Grant est inspiré des paléontologues Philip J. Currie et Jack Horner,. Grant est considéré comme l’un des paléontologues les plus renommés au monde, spécialisé dans les hadrosaures et autres dinosaures à bec de canard tels que le Maiasaura. Ses réalisations scientifiques, y compris la première description des maiasaures, sont celles de Horner et Robert R. Makela. Dans le livre, Grant dit être veuf. Au début du roman, Grant est approché par Donald Gennaro, avocat en chef d’InGen, pour fournir des informations sur les exigences en matière de soins aux bébés dinosaures, affirmant que c’était pour une exposition de musée. Grant accepte l’invitation de Hammond à visiter le parc, trouvant difficile de refuser la demande d’un donateur financier majeur, ignorant que Hammond a cloné des dinosaures vivants. Lorsque les créatures s’échappent, Grant se retrouve coincé dans le parc avec les petits-enfants de Hammond. Tout au long d’une grande partie du livre, Grant et les deux enfants explorent le parc en essayant de retrouver leur chemin vers le reste du groupe.
Le film dépeint Grant différemment du roman, lui donnant une personnalité introvertie. De plus, il a une aversion pour les enfants et grimper aux arbres lui fait horreur. Pourtant, il saura faire preuve de courage pour protéger les petits-enfants de Hammond au péril de sa vie et il finira même par devenir proche d'eux.
La partie du livre où Grant explore le parc avec les enfants est très raccourcie dans le film, seulement quelques événements clés se produisant à l’écran. Cependant, au cours du premier film, il devient plus chaleureux avec les petits-enfants de Hammond.
La différence entre le personnage de Grant dans le roman et celui dans le film a été voulue par Spielberg, qui souhaitait « fournir une source de tension dramatique qui n’existait pas dans le roman ». Le film le dépeint également dans une relation avec le Dr Ellie Sattler qui est l’une de ses étudiantes dans le roman. Dans le film, Grant se spécialise dans les velociraptors (« rapaces »), et croit que les dinosaures sont étroitement liés aux oiseaux. À la fin du film, son expérience sur l’île change sa vision des enfants et des dinosaures, il décide de ne pas approuver Jurassic Park. Dans le film, le professeur Malcolm, qui essaie de draguer Ellie, l'insupporte.
Dans l’univers de Jurassic Park, Grant est crédité pour avoir écrit au moins deux livres populaires sur les dinosaures, référencés par Tim Murphy dans Jurassic Park et par Eric Kirby dans Jurassic Park III. Kirby commente que le premier livre était meilleur car Grant aimait vraiment les dinosaures quand il l’a écrit, par rapport au second écrit après son séjour dans le parc.
Le rôle a d’abord été proposé à William Hurt, qui l’a refusé avant de lire le scénario. Tim Robbins et Harrison Ford ont également reçu des offres. Neill a été casté quelques semaines avant le tournage bien qu’il hésitait à prendre un rôle principal. Alan Grant est devenu l’un des rôles les plus populaires de Neill.
- Ellie Sattler : une paléobotaniste qui est aussi la compagne de Grant.

Dans le roman, le Dr Ellie Sattler est une étudiante diplômée qui est placée sous la direction de Grant et l’accompagne dans la visite de la réserve de dinosaures d’InGen. Elle est originaire du Montana et se spécialise en paléobotanique. Bien qu’elle soit d’abord ravie de voir le parc, elle trouve des plantes toxiques dans les espaces publics et près des piscines, et est irritée par le peu d’attention que le personnel a accordé à la reproduction de la vie végétale préhistorique. Pendant que le reste du groupe retourne au centre d’accueil, Ellie reste avec le vétérinaire, le Dr Harding, pour prendre des photos d’un triceratops malade. Après l’attaque du tyrannosaure, elle aide Harding à soigner les blessures de Ian Malcolm. Pendant l’assaut de velociraptor sur le centre d’accueil, Ellie se sert d’appâts pour distraire la meute des rapaces qui tentent d’entrer dans le lodge. Bien qu’elle survive aux événements du roman, elle n’est que brièvement mentionnée dans sa suite, dans laquelle elle est connue sous le nom d’Ellie Sattler Reiman. Il est dit qu’elle a épousé un physicien et donne des conférences à son université tout en élevant deux enfants.
Le rôle d'Ellie est beaucoup plus important dans le premier film que dans le roman. En raison des modifications apportées à l’intrigue du film, Ellie accomplit beaucoup de choses faites par Donald Gennaro dans le roman. Dans le film, c’est Ellie qui s’aventure hors du bunker avec Muldoon pour mettre en ligne les systèmes électriques du parc. De plus, dans le film, Ellie est docteur en paléobotanique et en couple avec Grant, Spielberg voulant ainsi ajouter de la tension au film et estimant qu’elle ne recevait pas assez d’attention dans le livre.
Dern a déclaré qu’il y avait « tellement d’enfants, et en particulier de jeunes femmes, qui l'idolâtraient et sentaient qu’elle était en quelque sorte l’un de leurs premiers personnages d’action féministes et badass. J’aime l’idée de voir où elle est maintenant ».
- Ian Malcolm : un mathématicien passionné de la théorie du chaos.

Le personnage du Dr Ian Malcolm est inspiré d'Ivar Ekeland et James Gleick. Le style vestimentaire entièrement noir de Malcolm fait référence à celui de Heinz-Otto Peitgen, un mathématicien qui a écrit un livre richement illustré sur les fractales. Selon Crichton, le personnage de Malcolm fonctionne comme le « commentateur ironique à l’intérieur de l’histoire qui parle de l’action telle qu’elle se déroule ».
Tout au long de Jurassic Park, Malcolm fait plusieurs prédictions basées sur la théorie du chaos, quant aux conséquences et à l’échec ultime de la tentative de contrôle de la nature, qui s’avèrent souvent correctes. Malcolm est grièvement blessé lors de l’attaque initiale du tyrannosaure et est ramené au centre d’accueil. Il passe le reste du roman alité, généralement sous l’influence de fortes doses de morphine, continuant à commenter les défauts inhérents au parc et son effondrement imminent. Bien qu’il soit déclaré mort à la fin du roman, il explique dans la suite que cette déclaration était prématurée. Grâce à l’intervention opportune des chirurgiens costariciens, il survit avec une blessure permanente à la jambe, nécessitant une canne pour marcher.
Dans l’adaptation cinématographique, Malcolm n’utilise pas de canne mais est traumatisé par ses épreuves. Dans le premier film, il est noté qu’il est père de trois enfants; l’un d’eux, Kelly, apparaît dans la suite. Malcolm a aussi un faible pour Sattler.
- John Hammond : le PDG d'InGen et concepteur du Jurassic Park.

Dans le roman, Hammond est décrit par Crichton comme le « côté obscur de Walt Disney ». C'est un PDG froid et excentrique qui n’est intéressé que par le profit et le succès de la recréation des dinosaures. En expliquant au Dr Henry Wu pourquoi il avait choisi de dépenser son argent dans un parc d’attractions plutôt que d’aider l’humanité, Hammond a déclaré: « C’est une idée terrible. Une très mauvaise utilisation des nouvelles technologies... aider l’humanité [est] une entreprise très risquée. Personnellement, je n’aiderais jamais l’humanité». Il prend peu de responsabilité pour le parc ou ses échecs et blâme les autres en concluant que les personnes qu’il a choisies pour gérer le parc sont incompétentes. Pendant les événements du roman, il reste dans la sécurité relative du centre d’accueil et de son bungalow privé, continuant à croire que tout est sous contrôle, même si la situation environnante devient extrêmement désastreuse. Lorsque ses petits-enfants se perdent dans le parc, il maintient sa conviction que l’ordre sera bientôt rétabli et que les enfants ne sont pas en danger réel. Vers la fin du roman, il est révélé qu’il n’a aucun amour pour ses petits-enfants. Lorsque le personnel reprend le contrôle du parc, il rationalise la catastrophe à la froide manière d’un analyste de systèmes d’entreprise, décidant que tout ce qui s’est passé n’était qu’un hasard. Cependant, alors qu’il est à l’extérieur, il est surpris par un rugissement de tyrannosaure, tombe d’une colline et se casse la cheville. Il est incapable de gravir la colline et est ensuite tué par une meute de Procompsognathus.
La personnalité de Hammond dans le film est presque à l’opposé de la version du roman, le seul point commun étant l'excentricité. Spielberg a déclaré à propos du roman: « Je sentais que Hammond était un méchant brillamment écrit, mais stereotypé, et j’étais beaucoup plus intéressé à dépeindre Hammond comme un croisement entre Walt Disney et Ross Perot »,. Hammond est dépeint comme un capitaliste écossais gentil, jovial et charismatique qui assume la responsabilité de ses actes, un grand-père et un leader sympathique et aimant, ayant de bonnes intentions et essayant d’assurer la sécurité de tous. Bien qu’il valorise l’argent, il semble moins intéressé par le profit que son homologue du roman et déclare explicitement qu’il ne veut pas créer un parc qui s’adresse aux extrêmement riches – il est plutôt préoccupé par l’intérêt des autres. Donald Gennaro du film possède la majorité des aspects négatifs et gourmands du Hammond du roman.
Hammond a une compréhension émotionnelle plus profonde de la création d’attractions pour les enfants et les familles, et veut faire de Jurassic Park une réalité scientifique. Il note que sa première attraction était un cirque de puces motorisé, mais pour le parc, il veut montrer aux visiteurs quelque chose de réel plutôt qu’une illusion. Cependant, il se trompe dans sa conviction inébranlable que ses créations sont sous contrôle, car il sous-estime le pouvoir de la génétique et de la nature. Il a également peu de considération pour la recherche scientifique pure, étant plus intéressé par les applications du génie génétique. Lorsque le système de sécurité tombe en panne, lui et son personnel travaillent pour rétablir le courant et pour sauver les experts et ses petits-enfants, tout en restant eux-mêmes dans une salle de contrôle sécurisée. Finalement, cependant, lui et les autres survivants quittent l’île avec tristesse, avec un Hammond déprimé d’accord avec Grant que le parc a échoué et ne doit jamais être approuvé.
Attenborough a d’abord hésité à accepter le rôle, car il n’avait pas joué depuis 14 ans et trouvait la réalisation de films beaucoup plus facile. Il a finalement accepté le rôle après que Spielberg l’eut supplié de le faire, déclarant « Je ne vois personne d’autre que toi le jouer ».
Il répète à cinq reprises dans le film l'expression « J'ai dépensé sans compter ».

### Personnages secondaires
- Alexis « Lex » Murphy : petite-fille de Hammond, végétarienne et douée en informatique.
- Timothy « Tim » Murphy : petit-fils de Hammond, et frère cadet de Lex. Passionné de dinosaures, il a lu le livre d'Alan Grant.
- Lewis Dodgson : le directeur de recherche d'une compagnie rivale (Biosyn dans le roman, non nommée dans le film). Il n'apparaît dans le film que pour donner à Nedry un conteneur cryogénique destiné à stocker les futurs embryons volés avant que celui-ci se rende à Jurassic Park.
- Dennis Nedry : le responsable informatique du parc renfrogné et corrompu. En échange de 1,5 million de dollars, Lewis Dodgson, le directeur de recherche de la compagnie Biosyn, l'a chargé de voler un embryon cryogénisé de chaque espèce de dinosaures créée. Il est le responsable de toutes les fuites de dinosaures et donc de la catastrophe de Jurassic Park. Il rencontre un dilophosaurus qui lui crache du venin dans les yeux avant de le dévorer vivant dans sa voiture.
- Henry Wu : un généticien en chef du parc, responsable de la garance du sexe femelle de tous les dinosaures et de la déficience en lysine. Il quitte l'île au début de la tempête.
- Robert Muldoon : le garde-chasse du parc. Il est préoccupé par l'intelligence des velociraptors. Muldoon est avant tout un chasseur. Il est d'ailleurs issu du parc de Hammond situé au Kenya. Il est tué par la cheffe des velociraptors en tentant de protéger Ellie Sattler.
- Ray Arnold : l'ingénieur en chef du parc. Il est tué par un velociraptor en essayant de rétablir le courant dans la centrale électrique.
- Donald Gennaro : un avocat invité dans le parc pour représenter les actionnaires de Hammond. Il est dévoré par le tyrannosaure.
- Dr Gerry Harding : il a un rôle très réduit comparé au livre. Il porte le même nom que Sarah Harding dans Le Monde perdu mais aucun lien ne les rapproche dans le film. Dans le jeu Lego Jurassic World, le Dr Gerry Harding précise qu'il a donné le nom de Sarah à un tricératops car il lui fait penser à sa fille, Sarah (Sarah Harding du film Le Monde Perdu).

## Production

### Scénario et développement
Au départ, Michael Crichton avait conçu un scénario sur un garçon qui recréait un dinosaure ; il laisse ensuite de côté sa fascination pour les dinosaures et le clonage jusqu'à ce qu'il se mette à écrire son roman Jurassic Park. Spielberg découvre le roman en octobre 1989 tandis que lui et Crichton sont en train de discuter d'un scénario (qui deviendra plus tard la série télévisée Urgences). Avant la publication du livre (en 1990), Michael Crichton demande une redevance non négociable d'1,5 million de dollars en plus d'un pourcentage conséquent sur les bénéfices. Warner Bros. et Tim Burton, Columbia Tristar et Richard Donner, et 20th Century Fox et Joe Dante se proposent pour acquérir les droits. C'est finalement Universal qui les obtient en mai 1990 pour Steven Spielberg.
Universal ajoute 500 000 dollars à la somme de Crichton pour qu'il adapte son propre roman, lequel est achevé au moment où Spielberg réalise Hook ou la Revanche du capitaine Crochet (1991). Michael Crichton note que, comme son livre est assez long, son script ne porte que sur 10 à 20 % de son contenu : des scènes ont été supprimées pour des raisons pratiques et budgétaires. Simultanément, Steven Spielberg engage Stan Winston pour créer les dinosaures animatroniques, Phil Tippett pour créer les dinosaures en go motion pour les plans généraux et Michael Lantieri (en) et Dennis Muren pour superviser respectivement les on-set effects et la composition numérique. Le paléontologue Jack Horner supervise quant à lui les designs, pour satisfaire le désir de Spielberg de représenter les dinosaures comme des animaux plutôt que des monstres. Par exemple, Jack Horner rejette d'emblée la langue entrant et sortant à la manière d'un serpent qu'avaient les raptors dans les premiers animatiques de Tipett, soulignant que les dinosaures ne pouvaient pas faire cela.
Après avoir terminé Hook, Steven Spielberg veut tourner La Liste de Schindler. Sid Sheinberg, président de MCA, donne son feu vert à une condition : que Spielberg tourne Jurassic Park d'abord. Début octobre 1991, Malia Scotch Marmo réécrit donc entièrement le script pendant une période de cinq mois, fusionnant Ian Malcolm avec Alan Grant. Le département de Stan Winston crée des modèles très détaillés des dinosaures, avant de recouvrir les mécanismes par des peaux en latex. Phil Tippett crée des animatiques en stop-motion pour les scènes principales, mais, malgré les essais de go-motion, Steven Spielberg trouve toujours les résultats finaux insatisfaisants pour les passages du film en action live. Les animateurs Mark Dippé et Steve Williams vont de l'avant en créant un cycle de marche pour le squelette du Tyrannosaurus par ordinateur et on les encourage à en faire plus. Quand Steven Spielberg et Phil Tippett découvrent un animatique d'un T. rex chassant un troupeau de Gallimimus, Spielberg déclara « You're out of a job », ce à quoi Phil Tippett réplique alors « Don't you mean extinct ? ». Steven Spielberg inclut plus tard l'animatique et son dialogue avec Phil Tippett dans le script.
Le scénariste David Koepp rejoint ensuite le projet. Il reprend de nouveau la version de Malia Scotch Marmo et utilise notamment l'idée de Steven Spielberg d'un dessin animé montré aux visiteurs du parc afin de remplacer la longue exposition du roman de Crichton. Le réalisateur demande par ailleurs à supprimer l'intrigue parallèle d'un Procompsognathus qui s'échappe vers le continent et attaque des petits enfants, jugeant cela trop effrayant. Ce passage sera finalement utilisé dans le prologue de la suite du film, Le Monde perdu : Jurassic Park. Quant aux personnages, John Hammond passe d'homme d'affaires impitoyable à gentil vieil homme ; Spielberg admit qu'il s'identifie à l'obsession d'Hammond pour le showmanship. Il a aussi interverti les personnages de Tim et Lex : dans le livre, Tim a 11 ans et connaît les ordinateurs et Lex n'a que sept ou huit ans et fait du sport. Steven Spielberg voulait ainsi travailler avec Joseph Mazzello. Cela lui permettait par ailleurs d'introduire les remarques adolescentes de Lex envers Alan Grant. David Koepp change également les relations du professeur Grant avec les enfants, le rendant plus hostile envers eux qu'initialement, pour mieux développer le personnage. Le scénariste saisit également l'occasion pour supprimer une scène principale du livre, où le T. rex chasse Grant et les enfants dans une rivière avant qu'il ne soit calmé par Muldoon, pour des raisons de budget.
Petit clin d'œil de Steven Spielberg à l'une des sources de Crichton, L'Île du docteur Moreau de Wells : Hammond, directeur du parc, arbore la barbe, le complet blanc et le chapeau de l'inquiétant Dr Moreau dans l'adaptation de 1977.

### Attribution des rôles
Sam Neill était dès le départ du choix de Spielberg pour le rôle du Pr Alan Grant, mais il n'était pas disponible. Spielberg rencontra ensuite Richard Dreyfuss et Kurt Russell, dont les services étaient trop chers, Harrison Ford et William Hurt ont refusé le rôle. Arnold Schwarzenegger, Dennis Quaid, Mel Gibson, Kevin Costner, Robin Williams, Dylan McDermott et Tom Sizemore furent également pressentis. Spielberg repoussa le tournage d'un mois pour que Neill puisse jouer le personnage. Pour mieux s'imprégner du rôle, Neill rencontra le paléontologue Jack Horner.
Pour le rôle d'Ellie Sattler, Juliette Binoche était le premier choix de Spielberg mais elle déclinera pour tourner dans Trois Couleurs : Bleu. D'autres actrices comme Sandra Bullock, Nicole Kidman, Jodie Foster, Sigourney Weaver, Michelle Pfeiffer, Jamie Lee Curtis, Julia Roberts, Geena Davis, Robin Wright, Gwyneth Paltrow, Julianne Moore, Helen Hunt, Teri Hatcher, Ally Sheedy, Daryl Hannah, Jennifer Grey, Kelly McGillis, Linda Hamilton, Sarah Jessica Parker, Bridget Fonda, Joan Cusack, Debra Winger, Elizabeth Hurley, Laura Linney, Kristin Davis et Sherilyn Fenn furent envisagées pour le même rôle avant qu'il ne soit attribué à Laura Dern. Pour son rôle, celle-ci a également rencontré Horner et a visité le muséum d'histoire naturelle de Los Angeles
Steven Spielberg a tout de suite choisi Jeff Goldblum pour le rôle du Pr Ian Malcolm. Grand amateur de dinosaures, Goldblum a rencontré James Gleick et Ivar Ekeland pour discuter de la théorie du chaos afin de préparer son rôle. Jim Carrey a aussi passé une audition pour le rôle tout comme Johnny Depp, Michael Keaton, Michael J. Fox, Bill Paxton, Bruce Campbell, Ted Danson et Steve Guttenberg.
Pour le rôle de John Hammond, le premier choix fut Sean Connery qui le refusera. Le rôle fut également proposé à Marlon Brando, Charlton Heston, Clint Eastwood, Ian Bannen et Jon Pertwee avant d'être finalement confié à Richard Attenborough qui n'avait pas joué dans un film en tant qu'acteur depuis The Human Factor d'Otto Preminger en 1979.
Pour le rôle de Lex Murphy, les premiers choix furent Anna Chlumsky et Christina Ricci avant qu'Ariana Richards ne soit choisie.
Pour le rôle de Tim Murphy, le premier choix était Jake Gyllenhaal avant que Joseph Mazzello ne soit choisi.
Pour le rôle de Muldoon, les premiers choix étaient Brian Cox, Bob Hoskins, Jeffrey Jones ou encore Geoffrey Rush avant que Bob Peck ne soit choisi.
Pour le rôle de Gennaro, les premiers choix étaient Ray Wise et James Woods avant que Martin Ferrero soit choisi.
Pour le rôle de Ray, Danny Glover fut envisagé avant que Samuel L. Jackson ne soit engagé.
Pour le rôle de Nedry, Charlie Sheen fut envisagé avant que Wayne Knight ne soit choisi.

### Tournage

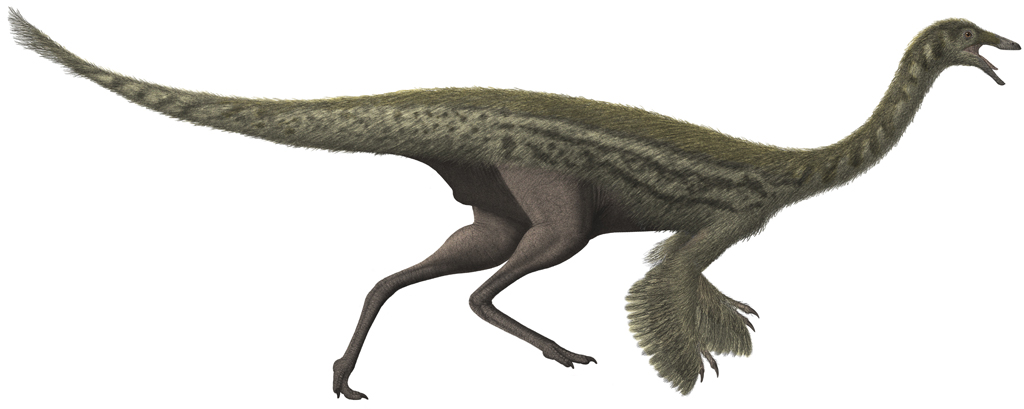
Dessin de Gallimimus

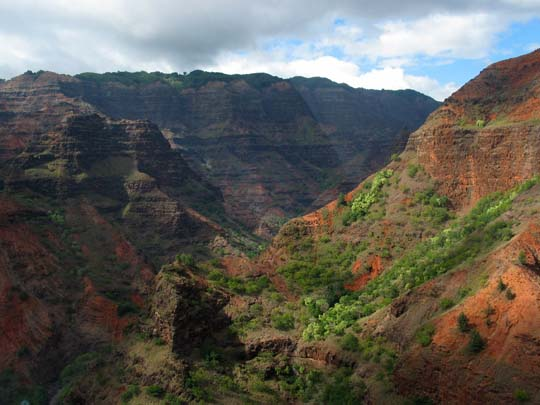
L'île de Kauai où ont été tournées les scènes extérieures.

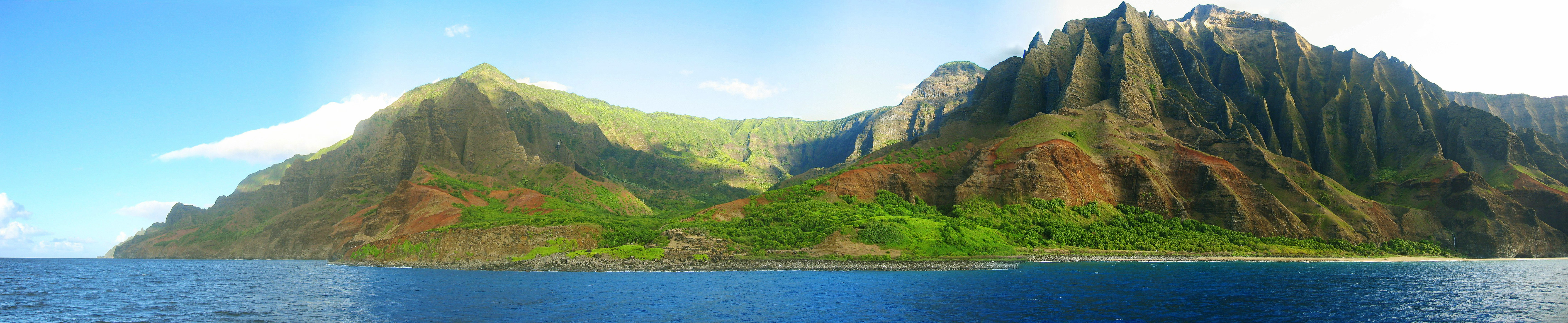
Vue générale de Kauai.

Après deux ans et un mois de préproduction, le tournage démarre le 24 août 1992 sur l'île hawaïenne de Kauai. Les trois semaines de prises impliquèrent des extérieurs à différentes heures de la journée. Le 11 septembre, l'ouragan Iniki s'abat directement sur Kauai, ce qui fit perdre à l'équipe une journée de tournage. La prise prévue de la poursuite des Gallimimus fut déplacée à Oahu.
L'équipe retourne sur le continent américain pour tourner les scènes des raptors dans la cuisine au plateau 24 des studios d'Universal Pictures. Des prises sont également réalisées au plateau 23 pour les scènes du bâtiment d'alimentation électrique avant de partir au Red Rock Canyon pour les scènes de fouilles archéologiques dans le Montana. L'équipe est ensuite retournée à Universal pour tourner le sauvetage de Tim par Grant, utilisant un support de cinquante pieds et des roues hydrauliques pour que la voiture tombe, et la rencontre avec le Brachiosaurus. Pour le tournage des laboratoires du parc et de la salle de contrôle, l'équipe a emprunté des animations pour les ordinateurs à Silicon Graphics et Apple. L'équipe se déplaça au Stage 16 des studios de Warner Bros. pour enregistrer l'attaque du T-rex sur les véhicules du tour. De retour à Universal, les scènes avec le Dilophosaurus ont été faites sur le plateau 27. Enfin, le tournage s'est terminé au plateau 12, avec la poursuite des raptors à travers la salle des ordinateurs et le centre des visiteurs. Steven Spielberg reprit le T-rex pour le clou du spectacle, avec cette fin originale où Grant utilise une plate-forme pour manœuvrer un raptor dans le fossile d'une mâchoire de Tyrannosaure.
Le travail sur les effets spéciaux se poursuivit sur le film, l'équipe de Tippett ajustant la nouvelle technologie avec les Dinosaur Input Devices : les modèles qui fournissent l'information aux ordinateurs pour leur permettre d'animer les personnages traditionnellement. En plus, ils ont extériorisé les scènes avec les raptors et les Gallimimus. En plus des dinosaures en images de synthèse, ILM inclut aussi des éléments comme les éclaboussures d'eau et un visage numérique pour remplacer celui de la doublure d'Ariana Richards. Spielberg surveilla la progression depuis la Pologne. Il a par ailleurs investi dans la création de DTS, une société spécialisée dans le format son multicanal numérique. L'équipe responsable des effets sonores, supervisée par George Lucas, termina son travail fin avril. Jurassic Park fut totalement terminé le 28 mai 1993.

### Musique
Bandes originales de Jurassic Park
Le Monde perdu : Jurassic Park
(1997)
Comme pour quasiment tous les films de Steven Spielberg, c'est John Williams qui compose la bande originale de Jurassic Park. Il commence à travailler la musique du film fin février, et elle est enregistrée un mois plus tard par les chefs d'orchestre John Neufeld et Alexander Courage.
| 1.  | Opening Titles               | 0:33 |
| 2.  | Theme from Jurassic Park     | 3:27 |
| 3.  | Incident at Isla Nublar      | 5:20 |
| 4.  | Journey to the Island        | 8:52 |
| 5.  | The Raptor Attack            | 2:49 |
| 6.  | Hatching Baby Raptor         | 3:20 |
| 7.  | Welcome to Jurassic Park     | 7:54 |
| 8.  | My Friend, the Brachiosaurus | 4:16 |
| 9.  | Dennis Steals the Embryo     | 4:55 |
| 10. | A Tree for My Bed            | 2:12 |
| 11. | High-Wire Stunts             | 4:08 |
| 12. | Remembering Petticoat Lane   | 2:48 |
| 13. | Jurassic Park Gate           | 2:03 |
| 14. | Eye to Eye                   | 6:32 |
| 15. | T-Rex Rescue and Finale      | 7:39 |
| 16. | End Credits                  | 3:26 |

#### Édition du20eanniversaire
Pour le 20e anniversaire du film, une nouvelle version numérique sort le 9 avril 2013 avec 4 titres bonus personnellement sélectionnés par John Williams.
| 1.  | Opening Titles               | 0:32  |
| 2.  | Theme from Jurassic Park     | 3:25  |
| 3.  | Incident at Isla Nublar      | 5:18  |
| 4.  | Journey to the Island        | 14:12 |
| 5.  | The Raptor Attack            | 2:48  |
| 6.  | Hatching Baby Raptor         | 3:19  |
| 7.  | Welcome to Jurassic Park     | 7:53  |
| 8.  | My Friend, the Brachiosaurus | 4:13  |
| 9.  | Dennis Steals the Embryo     | 5:01  |
| 10. | A Tree for My Bed            | 2:09  |
| 11. | High-Wire Stunts             | 4:08  |
| 12. | Remembering Petticoat Lane   | 2:46  |
| 13. | Jurassic Park Gate           | 2:01  |
| 14. | Eye to Eye                   | 6:31  |
| 15. | T-Rex Rescue and Finale      | 7:41  |
| 16. | End Credits                  | 3:24  |
| 17. | The History Lesson           | 2:28  |
| 18. | Stalling Around              | 2:32  |
| 19. | The Coming Storm             | 3:58  |
| 20. | Hungry Raptor                | 2:05  |

Musique additionelle :
- Que Milagro Chapparita de The Madacy Mariachi Band

## Sorties et ressortie
Le film sort en VHS et LaserDisc le 4 octobre 1994, et en DVD le 10 octobre 2000. Le film est aussi sorti dans un pack regroupant également Le Monde perdu : Jurassic Park. Le DVD a ensuite été ressorti avec ses deux suites le 11 décembre 2001 et sous le nom de Jurassic Park Adventure Pack le 29 novembre 2005.
Le film est ressorti en 3D aux États-Unis le 19 juillet 2013.

## Accueil
En 2001, l'American Film Institute classe Jurassic Park 35e film le plus excitant de tous les temps le 13 juin 2001 et la chaîne Bravo déclare une des scènes du film comme la 95e plus effrayante de tous les temps en 2005. En 2004, pour son quinzième anniversaire, le magazine Empire nomme Jurassic Park 6e film le plus influent depuis l'existence du magazine et la première rencontre avec le Brachiosaurus moment le plus magique au cinéma. Pour son cinquante-cinquième anniversaire en 2005, Film Review (en) déclare le film comme l'un des cinq plus importants films depuis l'existence du magazine. En 2006, IGN classe Jurassic Park comme 19e plus grande franchise de film de tous les temps.
Plus significativement, lorsque plusieurs cinéastes ayant vu Jurassic Park utilisèrent les images de synthèse, ils réalisèrent que le fruit de leur imagination, auparavant irreproductible car trop cher, était maintenant possible. Stanley Kubrick contacta Spielberg pour diriger A.I. Intelligence artificielle, George Lucas commença à réaliser les préquelles de Star Wars, et Peter Jackson commença à se réintéresser à son amour d'enfance pour les films de fantasy qui devait le mener ensuite sur les projets du Seigneur des anneaux et King Kong. Jurassic Park a inspiré des films et des documentaires comme Dinosaur from the Deep, Godzilla, Carnosaur et Sur la terre des dinosaures, ainsi que de nombreuses parodies. Stan Winston réunit IBM et James Cameron pour former Digital Domain, déclarant « If I didn't get involved, I was going to become the dinosaur. ». Alex Billington déclara que le film était en avance sur son temps, « Even using the animatronics system that they did, this was a far step ahead of anything at the time. Then the stories surrounding how horrifically real the dinosaurs were fueled its popularity even more. And the best part is that they look better in this movie than any more recent CGI creations. »

### Promotion
Universal a investi 65 millions de dollars dans la campagne marketing de Jurassic Park, passant des accords avec une centaine de compagnies pour lancer environ mille produits. Ceux-ci incluent trois jeux vidéo Jurassic Park développés par Sega et Ocean Software, une ligne de jouets Kenner distribué par Hasbro, et une novélisation visant le jeune public. La bande originale du film est sortie en album accompagnée de morceaux non utilisés. La bande-annonce du film ne laisse entrevoir que de rapides coups d'œil sur les dinosaures. Le film est présenté par l'accroche « Il a fallu 65 millions d'années pour que cette aventure devienne possible » (« an adventure 65 millions years in the making ») qui part d'une blague de Spielberg regardant l'authentique moustique dans l'ambre utilisé pour être encastré dans la canne de Hammond. La première du film se fait au National Building Museum le 9 juin 1993 à Washington, en faveur de deux œuvres de charité pour les enfants. Après la sortie du film, une tournée promotionnelle démarre.

### Accueil critique
Les critiques de Jurassic Park sont dans l'ensemble mitigées : si les effets spéciaux sont loués, beaucoup de reproches concernent la caractérisation des personnages et les dérives scénaristiques par rapport au livre adapté (voir plus bas).
Sur le site agrégateur de critiques Rotten Tomatoes, le film est crédité d'un score de 91 % d'avis positifs, sur la base de 125 critiques collectées et une note moyenne de 8,3/10. Sur Metacritic, le film obtient une note moyenne pondérée de 68 sur 100, sur la base de 20 critiques collectées.
Sur le site d'Allociné, le film obtient une note de 4,2 sur 5, à partir de l'interprétation de 11 critiques de presse collectées. Les spectateurs lui donnent une note moyenne de 4,3/5.

### Box-office
Le film est pourtant devenu le plus gros succès financier jamais réalisé jusque là[réf. nécessaire], devant E.T. l'extra-terrestre précédent détenteur du titre, bien qu'il ne surpasse pas E.T. au niveau national. Les recettes du film s'élèvent à 47 millions de dollars le premier week-end et montent à 81,7 millions de dollars pour la première semaine. Le film est resté numéro un pendant trois semaines et a fait gagner au total 357 973 897 $ au niveau national et 914 691 118 $ de recette dans le monde entier.
Le film a également très bien fonctionné à l'étranger, dépassant les meilleures entrées au Royaume-Uni, Japon, Corée du Sud, Mexique et Taïwan.
Spielberg a gagné plus de 250 millions de dollars grâce au film. Les recettes de Jurassic Park furent ensuite dépassées cinq ans plus tard par Titanic de James Cameron.
En 2013, après sa ressortie en 3D dans le monde entier, le film engrange une recette supplémentaire de 114 462 764 $, devenant un des films ayant dépassé la barre symbolique du milliard de dollars, avec une recette totale s'élevant à 1 029 154 982 $, et un des 50 plus gros succès du box-office mondial.

#### Sortie initiale
| Pays                            | Box-office        | Nombre de semaines | Classement TLT       |
| ------------------------------- | ----------------- | ------------------ | -------------------- |
| Box-office mondial              | 914 691 118 $     | -                  | 1er[réf. nécessaire] |
| Box-office États-Unis et Canada | 357 067 947 $     | 71                 | 20e                  |
| Box-office France               | 6 512 665 entrées | -                  | 95e                  |

#### Ressortie en 3D
| Pays                            | Box-office      |
| ------------------------------- | --------------- |
| Box-office mondial              | 114 462 764 $   |
| Box-office États-Unis et Canada | 45 385 935 $    |
| Box-office France               | 203 145 entrées |

| Pays                            | Box-office        | Nombre de semaines | Classement TLT |
| ------------------------------- | ----------------- | ------------------ | -------------- |
| Box-office mondial              | 1 029 154 982     | -                  | 13e            |
| Box-office États-Unis et Canada | 402 453 882 $     | -                  | 20e            |
| Box-office France               | 6 715 810 entrées | -                  | 95e            |

Au total, le film a été :
- le plus grand succès du box-office mondial de 1993 à 1998 ;
- le plus grand succès annuel pour 1994 dans le monde ;
- le plus grand succès du réalisateur ;
- le plus grand succès de la série de 1993 à 2015 ;
- le premier à dépasser les 900 millions de dollars de recette dans le monde ;
- le deuxième film de l'année 1994 ayant fait le plus d'entrée en France ;
- le deuxième film du réalisateur ayant fait le plus d'entrées en France.
- le film le plus rentable de tous les temps jusqu'en 2009.

## Distinctions
Source : Internet Movie Database et Allociné
Le film a gagné les trois Oscars du cinéma pour lesquels il était nommé : Oscar des meilleurs effets visuels, Oscar du meilleur montage de son, Oscar du meilleur mixage de son. Il remporta le prix Hugo de la meilleure Dramatic Presentation et le prix du meilleur Film et le Saturn Award du meilleur film de science-fiction, du meilleur réalisateur, du meilleur scénariste pour Crichton et Koepp, et des meilleurs effets spéciaux. Le film a également gagné le People's Choice Award de la Favorite All-Around Motion Picture. Le Young Artist Award a été remis à Ariana Richards et Joseph Mazzello, avec l'Outstanding Action/Adventure Family Motion Picture award pour le film. Le film reçut également plusieurs honneurs en dehors des États-Unis, comme le BAFTA des meilleurs effets spéciaux, tout comme le Public's Favourite Film Award, et celui du meilleur film étranger par la Japanese Academy, Mainichi Eiga Concours et Blue Ribbon, et le Czech Lion.

### Récompenses et Nominations
| Distinctions du film Jurassic Park | Distinctions du film Jurassic Park                                   | Distinctions du film Jurassic Park                                            | Distinctions du film Jurassic Park                                      | Distinctions du film Jurassic Park |
| Années                             | Évènements                                                           | Catégorie / Récompense                                                        | Nommé(es) / Lauréat(es)                                                 | Résultats                          |
| ---------------------------------- | -------------------------------------------------------------------- | ----------------------------------------------------------------------------- | ----------------------------------------------------------------------- | ---------------------------------- |
| 1993                               | Awards Circuit Community Awards                                      | ACCA de la meilleure réalisation                                              | Steven Spielberg                                                        | Lauréat                            |
| 1993                               | Awards Circuit Community Awards                                      | ACCA du meilleur montage                                                      | Michael Kahn                                                            | Lauréat                            |
| 1993                               | Awards Circuit Community Awards                                      | ACCA du meilleur son                                                          | Richard Hymns, Ron Judkins, Shawn Murphy, Gary Rydstrom et Gary Summers | Lauréat                            |
| 1993                               | Awards Circuit Community Awards                                      | ACCA des meilleurs effets visuels                                             | Jurassic Park                                                           | Lauréat                            |
| 1993                               | Awards Circuit Community Awards                                      | ACCA de la meilleure musique originale                                        | John Williams                                                           | Lauréat                            |
| 1993                               | Awards Circuit Community Awards                                      | Meilleur film                                                                 | Kathleen Kennedy et Gerald R. Molen                                     | Lauréat                            |
| 1993                               | Awards Circuit Community Awards                                      | Meilleure actrice dans un second rôle                                         | Laura Dern                                                              | Lauréat                            |
| 1993                               | Awards Circuit Community Awards                                      | Meilleur scénario adapté                                                      | David Koepp et Michael Crichton                                         | Lauréat                            |
| 1993                               | Awards Circuit Community Awards                                      | Meilleur casting pour un film                                                 | Jurassic Park                                                           | Lauréat                            |
| 1993                               | Awards Circuit Community Awards                                      | Meilleurs décors                                                              | Rick Carter                                                             | Lauréat                            |
| 1993                               | Awards Circuit Community Awards                                      | Meilleure photographie                                                        | Dean Cundey                                                             | Lauréat                            |
| 1993                               | Bambi Awards                                                         | Bambi du meilleur film international                                          | Ariana Richards et Joseph Mazzello                                      | Lauréat                            |
| 1993                               | Deutsche Film- und Medienbewertung (FBW)                             | Prix du Jury - Sceau d'approbation : "Recommandé"                             | Jurassic Park                                                           | Lauréat                            |
| 1993                               | Fangoria Chainsaw Awards                                             | Chainsaw Award du meilleur acteur dans un second rôle                         | Jeff Goldblum                                                           | Lauréat                            |
| 1993                               | Fangoria Chainsaw Awards                                             | Meilleur film à large diffusion                                               | Jurassic Park                                                           | Nomination                         |
| 1993                               | Golden Screen                                                        | Écran d'or                                                                    | Jurassic Park                                                           | Lauréat                            |
| 1993                               | Golden Screen                                                        | Écran d'or avec 1 étoile                                                      | Jurassic Park                                                           | Lauréat                            |
| 1994                               | Academy of Science Fiction, Fantasy and Horror Films - Saturn Awards | Saturn Award du meilleur film de science-fiction                              | Jurassic Park                                                           | Lauréat                            |
| 1994                               | Academy of Science Fiction, Fantasy and Horror Films - Saturn Awards | Saturn Award de la meilleure réalisation                                      | Steven Spielberg                                                        | Lauréat                            |
| 1994                               | Academy of Science Fiction, Fantasy and Horror Films - Saturn Awards | Saturn Award du meilleur scénario                                             | Michael Crichton et David Koepp                                         | Lauréat                            |
| 1994                               | Academy of Science Fiction, Fantasy and Horror Films - Saturn Awards | Saturn Award des meilleurs effets spéciaux                                    | Michael Lantieri, Dennis Muren, Phil Tippett et Stan Winston            | Lauréat                            |
| 1994                               | Academy of Science Fiction, Fantasy and Horror Films - Saturn Awards | Meilleure actrice                                                             | Laura Dern                                                              | Nomination                         |
| 1994                               | Academy of Science Fiction, Fantasy and Horror Films - Saturn Awards | Meilleur acteur dans un second rôle                                           | Jeff Goldblum                                                           | Nomination                         |
| 1994                               | Academy of Science Fiction, Fantasy and Horror Films - Saturn Awards | Meilleur acteur dans un second rôle                                           | Wayne Knight                                                            | Nomination                         |
| 1994                               | Academy of Science Fiction, Fantasy and Horror Films - Saturn Awards | Meilleur jeune actrice                                                        | Ariana Richards                                                         | Nomination                         |
| 1994                               | Academy of Science Fiction, Fantasy and Horror Films - Saturn Awards | Meilleur jeune acteur                                                         | Joseph Mazzello                                                         | Nomination                         |
| 1994                               | Academy of Science Fiction, Fantasy and Horror Films - Saturn Awards | Meilleure musique                                                             | John Williams                                                           | Nomination                         |
| 1994                               | Academy of Science Fiction, Fantasy and Horror Films - Saturn Awards | Meilleurs costumes                                                            | Sue Moore et Eric H. Sandberg                                           | Nomination                         |
| 1994                               | Awards of the Japanese Academy                                       | Award of the Japanese Academy du meilleur film étranger                       | Jurassic Park                                                           | Lauréat                            |
| 1994                               | BAFTA Awards                                                         | Lloyds Bank People's Vote For The Most Popular Film                           | Jurassic Park                                                           | Lauréat                            |
| 1994                               | BAFTA Awards                                                         | BAFTA Film Award des meilleurs effets spéciaux                                | Michael Lantieri, Dennis Muren, Phil Tippett et Stan Winston            | Lauréat                            |
| 1994                               | BAFTA Awards                                                         | Meilleur son                                                                  | Richard Hymns, Ron Judkins, Shawn Murphy, Gary Rydstrom et Gary Summers | Nomination                         |
| 1994                               | Blue Ribbon Awards                                                   | Meilleur film en langue étrangère                                             | Steven Spielberg                                                        | Lauréat                            |
| 1994                               | BMI Film and TV Awards                                               | Prix BMI de la meilleure musique de film                                      | John Williams                                                           | Lauréat                            |
| 1994                               | Cinema Audio Society                                                 | Meilleur mixage sonore d'un film                                              | Ron Judkins, Shawn Murphy, Gary Summers et Gary Rydstrom                | Lauréat                            |
| 1994                               | Golden Screen                                                        | Écran d'or avec 2 étoiles                                                     | Jurassic Park                                                           | Lauréat                            |
| 1994                               | Grammy Awards                                                        | Meilleure composition instrumentale écrite pour un film ou pour la télévision | John Williams                                                           | Lauréat                            |
| 1994                               | ICG Publicists Awards                                                | Prix Maxwell Weinberg du meilleur film                                        | Jurassic Park                                                           | Lauréat                            |
| 1994                               | Jupiter Awards                                                       | Meilleur film international                                                   | Steven Spielberg                                                        | Lauréat                            |
| 1994                               | Jupiter Awards                                                       | Meilleur réalisateur international                                            | Steven Spielberg                                                        | Lauréat                            |
| 1994                               | Lions tchèques                                                       | Lion tchèque du meilleur film en langue étrangère                             | Steven Spielberg                                                        | Lauréat                            |
| 1994                               | Livre Guinness des records                                           | La plupart des Oscars ont été remportés pour les effets visuels               | Dennis Muren                                                            | Lauréat                            |
| 1994                               | Motion Picture Sound Editors                                         | Golden Reel Award des meilleurs effets sonores et bruitages dans un film      | Jurassic Park                                                           | Lauréat                            |
| 1994                               | MTV Movie & TV Awards                                                | Meilleur film                                                                 | Jurassic Park                                                           | Lauréat                            |
| 1994                               | MTV Movie & TV Awards                                                | Meilleur méchant secondaire pour La Grande                                    | Jurassic Park                                                           | Lauréat                            |
| 1994                               | MTV Movie & TV Awards                                                | Meilleure scène d'action                                                      | pour la scène avec le T-Rex et la jeep                                  | Lauréat                            |
| 1994                               | Oscars                                                               | Oscar du meilleur son                                                         | Ron Judkins, Shawn Murphy, Gary Rydstrom et Gary Summers                | Lauréat                            |
| 1994                               | Oscars                                                               | Oscar du meilleur montage de son                                              | Richard Hymns et Gary Rydstrom                                          | Lauréat                            |
| 1994                               | Oscars                                                               | Oscar des meilleurs effets visuels                                            | Michael Lantieri, Dennis Muren, Phil Tippett et Stan Winston            | Lauréat                            |
| 1994                               | People's Choice Awards                                               | Film préféré                                                                  | Jurassic Park                                                           | Lauréat                            |
| 1994                               | Prix Bram-Stoker                                                     | Autres médias (pour le scénario)                                              | Michael Crichton et David Koepp                                         | Nomination                         |
| 1994                               | Prix du film Mainichi                                                | Readers' Choice Award du meilleur film en langue étrangère                    | Steven Spielberg                                                        | Lauréat                            |
| 1994                               | Prix Hugo                                                            | Hugo de la meilleure présentation dramatique                                  | Michael Crichton, David Koepp et Steven Spielberg                       | Lauréat                            |
| 1994                               | Yoga Awards                                                          | Pire réalisateur étranger                                                     | Steven Spielberg                                                        | Lauréat                            |
| 1994                               | Young Artist Awards                                                  | Meilleur film familial d'action/aventure                                      | Jurassic Park                                                           | Lauréat                            |
| 1994                               | Young Artist Awards                                                  | Meilleur second rôle masculin dans un film dramatique                         | Joseph Mazzello                                                         | Lauréat                            |
| 1994                               | Young Artist Awards                                                  | Meilleure jeune actrice dans un film dramatique                               | Ariana Richards                                                         | Lauréat                            |
| 1998                               | Prix Huabiao                                                         | Meilleur film étranger traduit                                                | Jurassic Park                                                           | Lauréat                            |
| 2012                               | Festival du Film Jules Verne                                         | Meilleur film d'aventure ou de science-fiction                                | Jurassic Park                                                           | Nomination                         |
| 2014                               | 20/20 Awards                                                         | Felix du meilleur design sonore                                               | Jurassic Park                                                           | Lauréat                            |
| 2014                               | 20/20 Awards                                                         | Felix de la meilleure adaptation                                              | Jurassic Park                                                           | Lauréat                            |
| 2014                               | 20/20 Awards                                                         | Meilleure direction artistique                                                | Rick Carter                                                             | Nomination                         |
| 2018                               | PromaxBDA Awards                                                     | Meilleure production britannique pour une diffusion non britannique           | Alessandro Innocenti                                                    | Lauréat                            |

### Sélections
- Festival du cinéma américain de Deauville 1993 : premières - hors compétition pour Steven Spielberg

### Conservation
En 2018, le film est sélectionné par le National Film Preservation Board pour conservation au National Film Registry de la Bibliothèque du Congrès, en raison de son apport « culturel, historique ou esthétique » à la culture américaine.

### Autres
- Inscription au temple de la renommée des meilleurs films de l'OFTA en 2018.
- Inscription au temple de la renommée de la meilleure musique originale de l'OFTA en 2021 pour John Williams.

## Analyse
- Au début du film, on peut voir à l'arrivée des protagonistes dans le laboratoire de John Hammond une bannière sur laquelle il est écrit : « When dinosaurs ruled the earth ». Un film du même nom, Quand les dinosaures dominaient le monde, a été réalisé par Val Guest en 1970.

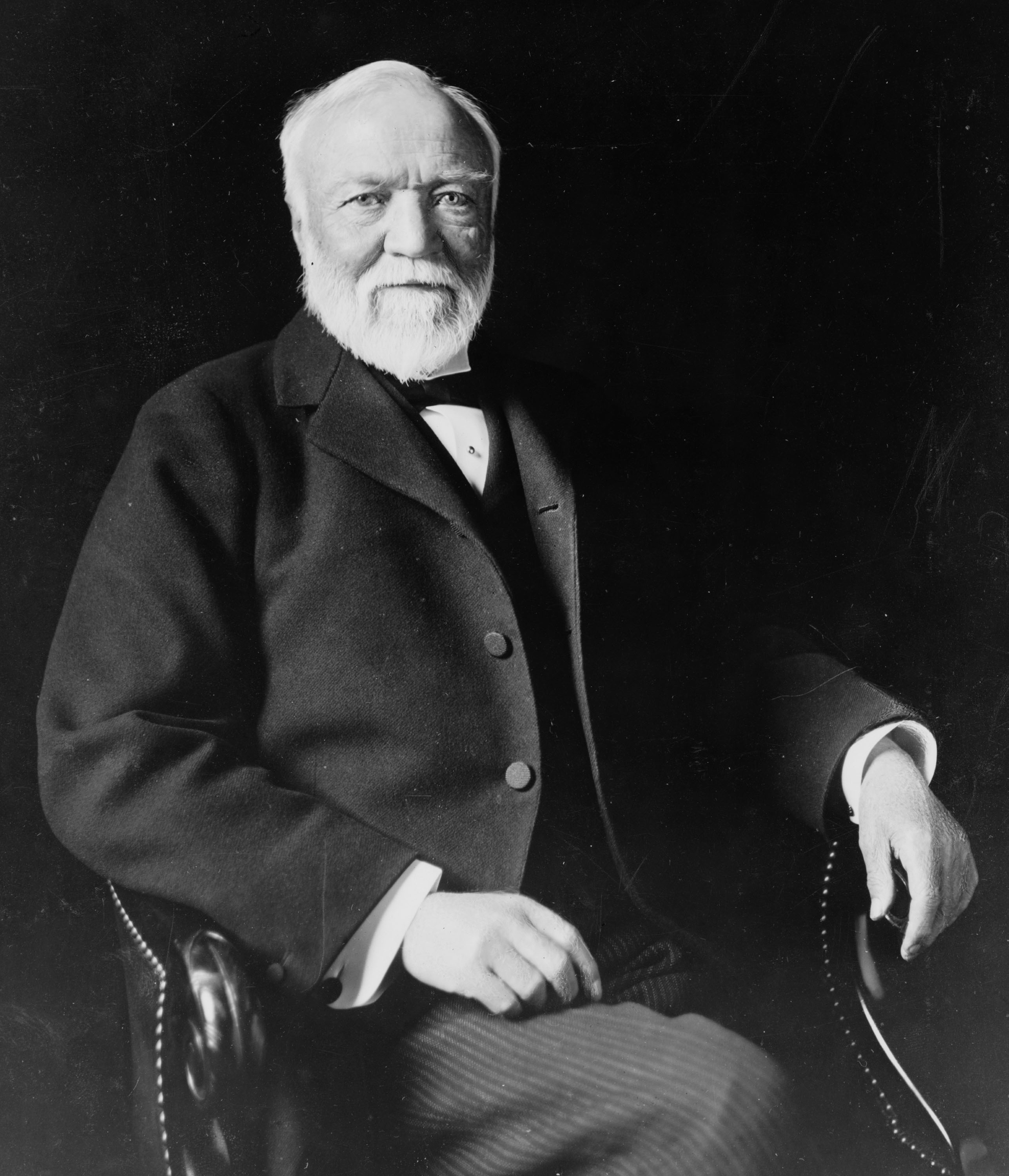
Andrew Carnegie.

- Le personnage de John Hammond, parti d'Ecosse dans sa jeunesse, dit avoir commencé misérablement en divertissant les gens avec un cirque de puce et exprime sa fierté d'avoir aussi bien réussi. C'est une référence à l'industriel d'origine écossaise Andrew Carnegie, figure même du self-made man[105], également connu pour être un grand collectionneur d'os de dinosaures. Après qu'une équipe de paléontologues eut nommé le diplodocus carnegii en l'honneur d'Andrew Carnegie, leur financeur, ce dernier popularisa la figure du diplodocus auprès du grand public en offrant un certain nombre de répliques d'os de diplodocus à différents musées américains[106]. Outre la grande ressemblance biographique entre les deux hommes, John Hammond, interprété par Richard Attenborough, est le quasi sosie d'Andrew Carnegie.[source insuffisante]

### Différences entre le roman et le film
Le film de Steven Spielberg reprend l'idée de base du roman (des dinosaures sont recréés en secret sur une île tropicale, des experts scientifiques sont invités, un événement imprévisible libère les créatures), tout en apportant des modifications significatives aux personnages et au détail des péripéties.
- Dans le film, les personnages de Tim et Lex sont différents: Tim devient le petit frère de Lex et c'est Lex qui devient férue d'informatique.
- Dans le roman, Grant apprécie naturellement les enfants et montre des affinités avec Tim dès sa rencontre.
- Ed Regis, directeur des relations publiques du parc, n'apparaît pas dans le film. Son personnage est fusionné avec celui de l'avocat d'InGen, Donald Gennaro. Tandis que Gennaro se révèle un personnage nuancé et parfois courageux dans le roman, il fuit au bout de quelques minutes dans le film, tandis que c'est Ed Regis qui prend la fuite dans le roman.
- Grant, interprété par Sam Neill, est inspiré dans le livre par Robert Bakker. De nombreuses théories et découvertes du paléontologue ont ainsi été reprises dans le roman.
- Dans le roman de Crichton, le personnage de John Hammond est loin d'être un "gentil grand-père", et ressemble davantage à un impitoyable homme d'affaires, sans le moindre scrupule. Il est d'ailleurs victime de ses expériences puisqu'il se fait dévorer par des compsognathus à la fin du roman. De ce fait, il est absent du second roman de Crichton, Le Monde perdu, tandis qu'il apparaît dans le second film de Spielberg.
- Les hadrosaures (dinosaures herbivores quadrupèdes à bec de canard) sont remplacés par des gallimimus, de petits bipèdes omnivores absents du roman.
- Le parc comporte beaucoup plus de technologie dans le roman, disposant, par exemple, de multiples caméras et détecteurs disséminés permettant de détecter et compter chaque dinosaure.
- Une scène principale du livre, dans laquelle le tyrannosaure poursuit Grant et les enfants montés à bord d'un canot gonflable le long d'une rivière, a été supprimée du scénario du film pour des raisons budgétaires. Une autre scène, où Grant et les enfants sont confrontés à des ptérosaures, est également absente du film, mais les 2 scènes sont présentes dans le 3e opus.
- Une sous-intrigue présente dans le roman a également été supprimée dans le film : la course contre le temps que mènent plusieurs personnages pour prévenir l'équipage d'un navire en route pour le continent que trois jeunes vélociraptors ont réussi à se cacher dans la cale. Les dinosaures tentent en effet de « migrer ». Cette idée est reprise plus tard dans Jurassic Park 3, avec un dernier plan montrant des ptéranodons en train de s'envoler au-dessus de la mer.
- Une autre sous-intrigue, celle du changement de sexe des dinosaures à la suite de l'incrustation de morceaux d'ADN de grenouille, est à peine évoquée dans le film alors qu'elle est un élément notable du roman.
- La fin du film est substantiellement différente de celle du roman. Plusieurs événements importants du dénouement du roman ne sont pas repris dans le film : la mort de Hammond, l'expédition d'Alan Grant, Ellie Sattler, Robert Muldoon et Donald Gennaro dans un nid de vélociraptors, et la destruction complète de l'île et des animaux par un bombardement de l'armée. Le film se contente de montrer les personnages secourus par un hélicoptère tandis que l'île, le parc et les dinosaures sont laissés en l'état.
- Le sort de plusieurs personnages diffère par rapport au roman : dans le roman, Henry Wu, John Hammond et Ian Malcolm meurent tandis que Robert Muldoon et Donald Gennaro survivent. Ian Malcolm sera néanmoins « ressuscité » par Michael Crichton pour la suite du roman.
- Vers le milieu du roman, c'est un stégosaure qui est intoxiqué par des baies quand il s'agit d'un triceratops dans le film.
- Il y a bien plus de dinosaures dans le roman (près de 300) dont presque 40 velociraptors et 2 tyrannosaures.
- L'introduction du roman, où on montre des attaques de velociraptors marrons contre des riverains et des touristes, n'est absolument pas présent dans le film.

### Les dinosaures à l'écran

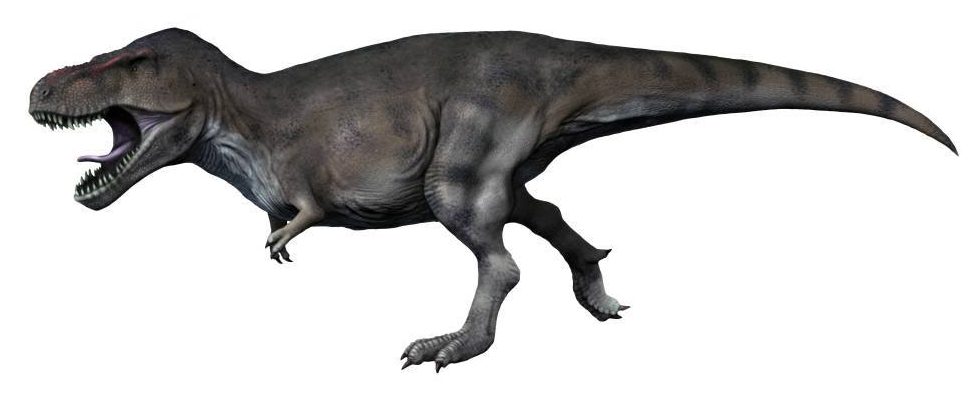
Tyrannosaurus.

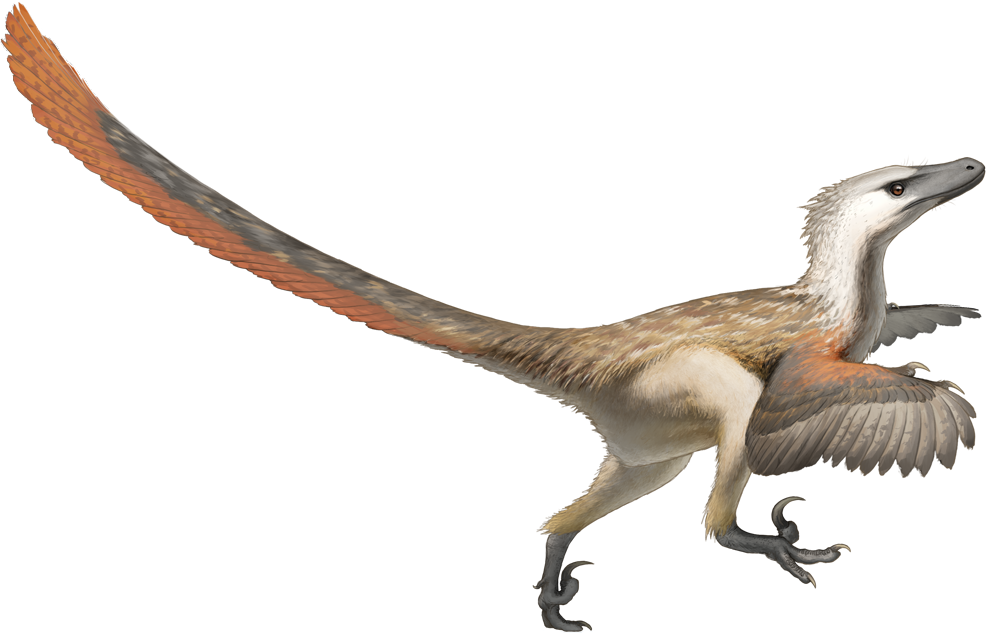
Velociraptor.

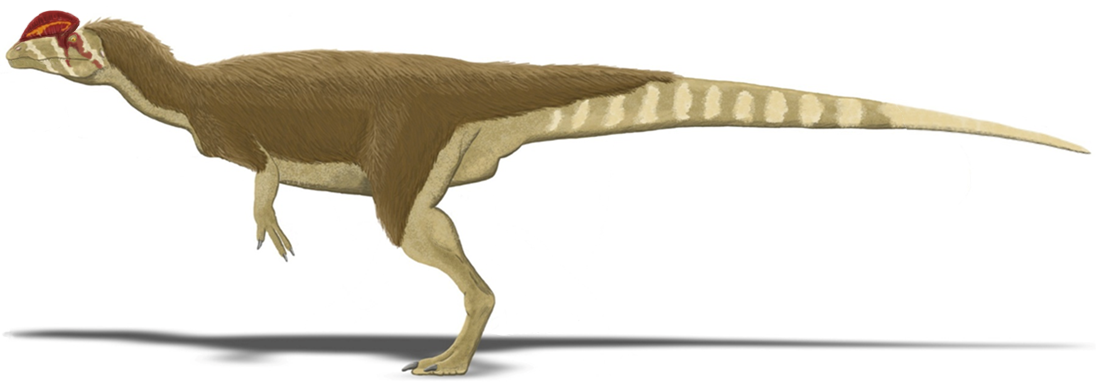
Dilophosaurus.

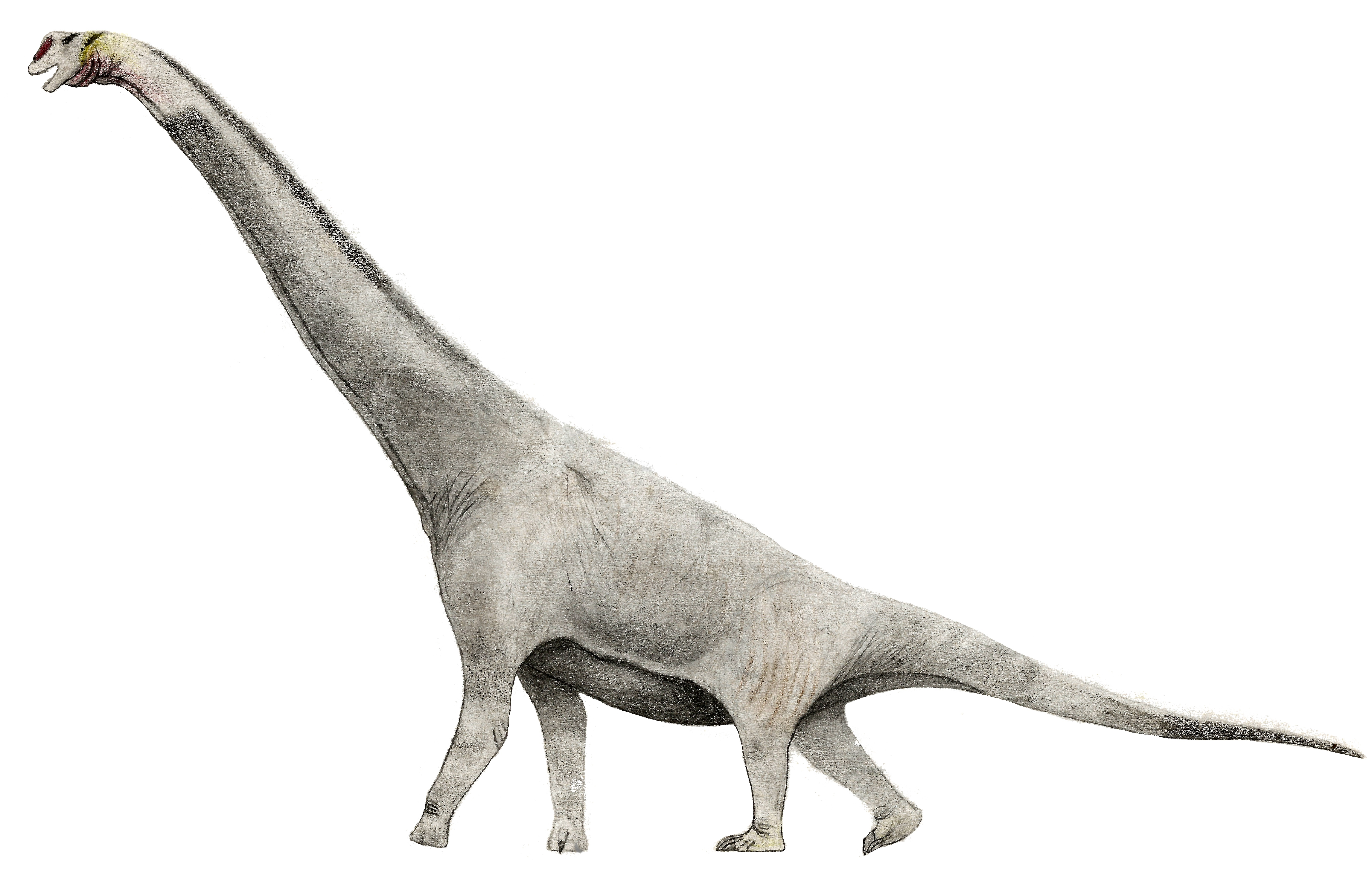
Brachiosaurus.

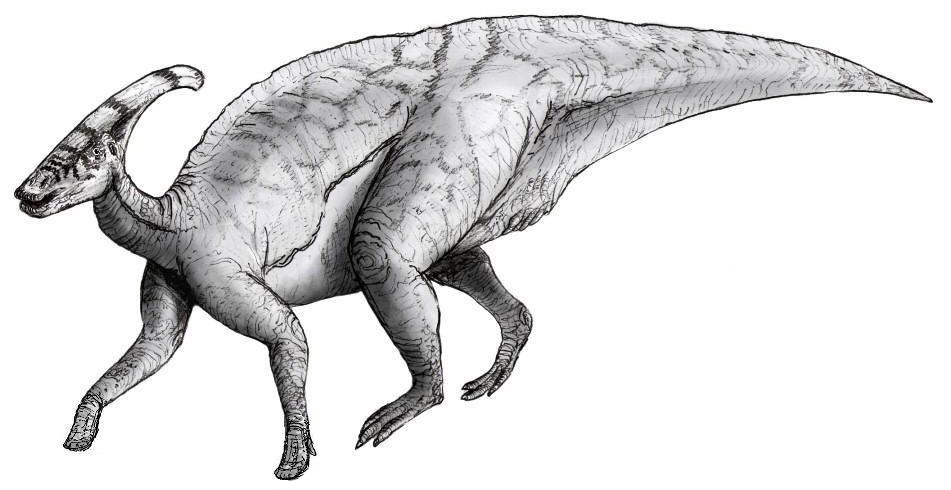
Parasaurolophus

Malgré le titre du film, la plupart des dinosaures visibles à l'écran n'existaient pas avant le Crétacé. Seuls le Dilophosaurus et le Brachiosaurus ont vécu au Jurassique.
Le Tyrannosaurus, familièrement raccourci en « T-rex », est la star du film selon Spielberg, et la raison pour laquelle la fin du film a été réécrite par peur de décevoir le public. L'animatronique du T-rex mesure 6 mètres de haut, 12 mètres de long et pèse 5,9 tonnes. Le dinosaure est dépeint avec une vision basée sur le mouvement de son environnement (ce qui n'est pas prouvé par les scientifiques). Le cri du Tyrannosaure a été produit en mélangeant les cris de différents animaux : le bébé éléphant, l'alligator et le tigre. Son souffle est celui d'un évent de baleine. Un chien rognant une balle a été utilisé pour le son du déchiquètement d'un Gallimimus.
Le Velociraptor, parfois raccourci en « raptor », est plus grand dans le film : en effet, il a été échangé avec le Deinonychus qui est tout aussi vorace[réf. nécessaire]. À l'époque celui-ci était appelé Velociraptor antirrhopus par certains scientifiques. Steven Spielberg et Jack Horner (le paléontologue conseiller du film) voulaient ainsi un dromæosaure d'une taille et d'une dangerosité plus importantes que le Velociraptor pour rendre le film plus spectaculaire, mais le temps que la production du film se mette en place, la dénomination de Velociraptor antirrhopus a été revue en Deinonychus antirrhopus. Les producteurs voulant rester fidèles au roman original, le nom de vélociraptor et son abréviation « raptor » ont été conservés pour le film. Pour l'attaque de Robert Muldoon, les raptors ont été joués par des hommes en costume. Le cri du dauphin, le beuglement du morse, le cri de rut d'une grue africaine, et des grincements humains furent mixés pour obtenir différents sons de raptors,. Finalement, à la suite des découvertes faites après la sortie du film, la plupart des paléontologues ont conclu que les dromaeosauridés, comme le Vélociraptor et le Deinonychus, avaient des plumes.
Au contraire, on a représenté le Dilophosaurus plus petit que le géant du jurassique pour être sûr que le public ne le confonde pas avec les raptors. Il y possède également une crête de lézard australien et la capacité de cracher un venin mortel (il n'y a aucune preuve que l'animal original ait été capable de ce fait). Ses cris ont été fabriqués en combinant ceux d'un cygne, d'un faucon, d'un singe hurleur et d'un crotale.
Le Brachiosaurus est inexactement dépeint comme mâchant sa nourriture. Bien qu'il soit reconnu comme évident pour les scientifiques qu'ils avaient des capacités vocales limitées, le sound designer Gary Rydstrom décida de représenter leurs cris en mélangeant un chant de baleine avec des cris de singes.
L'apparition du Triceratops posa un problème logistique particulier à Stan Winston lorsque Spielberg demanda à tourner l'animatronic de la créature blessée plus tôt que prévu. Winston a aussi créé un bébé Tricératops pour qu'Ariana Richards le monte, mais il fut supprimé du film pour des raisons de rythme.
Les Gallimimus et Parasaurolophus ne font que des apparitions furtives, le deuxième apparaît lors de la première rencontre avec les Brachiosaurus.
Même si ces espèces ne sont pas visibles dans le film, la liste officielle des animaux présents sur l'île dans le roman original comprend également le Baryonyx, le Ceratosaurus, le Compsognathus, le Herrerasaurus, le Ptéranodon, le Stegosaurus, le Metriacanthosaurus, le Segisaurus, l'Hypsilophodon, le Mosasauridae et le Carnotaurus.
Que les différences entre les dinosaures du film et ceux de la réalité soient volontaires pour des raisons cinématographiques ou involontaires en raison des connaissances de l'époque, le film a néanmoins radicalement changé la vision des dinosaures chez le grand public. Représentés dans les œuvres populaires pré-Jurassic Park comme des reptiles lourds, peu intelligents et inadaptés à la vie sur terre, le film au contraire les montre comme des créatures vives, intelligentes et parfaitement adaptées à leur environnement. Cette représentation nouvelle était pourtant plus conformes à l'état des connaissances scientifiques de l'époque[réf. nécessaire].
Le film présente également plusieurs hypothèses qui à l'époque n'étaient presque pas connues hors des cercles scientifiques : comme le lien entre les dinosaures et les oiseaux modernes, confirmé aujourd'hui par la recherche, ou le fait qu'ils étaient des animaux homéothermes (à sang chaud), également démontré depuis[réf. nécessaire].

## Autour du film

### Produits dérivés

#### Comics
Steve Englehart écrit une série de comics publiée chez Topps Comics qui servent de continuation au film : Raptor, en deux volumes, et Raptors Attack, Raptors Hijack et Return to Jurassic Park qui comportent chacun quatre numéros. Return to Jurassic Park devait encore se poursuivre sur quatre volumes avant d'être annulé. Tous les numéros publiés furent ensuite compilés sous le titre Jurassic Park Adventures aux États-Unis, et Jurassic Park au Royaume-Uni. En 1994, Ocean Software sortit un autre jeu vidéo Jurassic Park Part 2: The Chaos Continues sur Super Nintendo et Game Boy. En 2010, l'éditeur américain récupère la licence Jurassic Park et publie plusieurs mini-séries : Jurassic Park : Redemption, Jurassic Park : Devils in the Desert et Jurassic Park : Dangerous Game. En 2016, IDW annonce une nouvelle série basée sur les films Jurassic World et Jurassic World : Fallen Kingdom (toujours pas sortie à l'été 2018).

#### Attractions

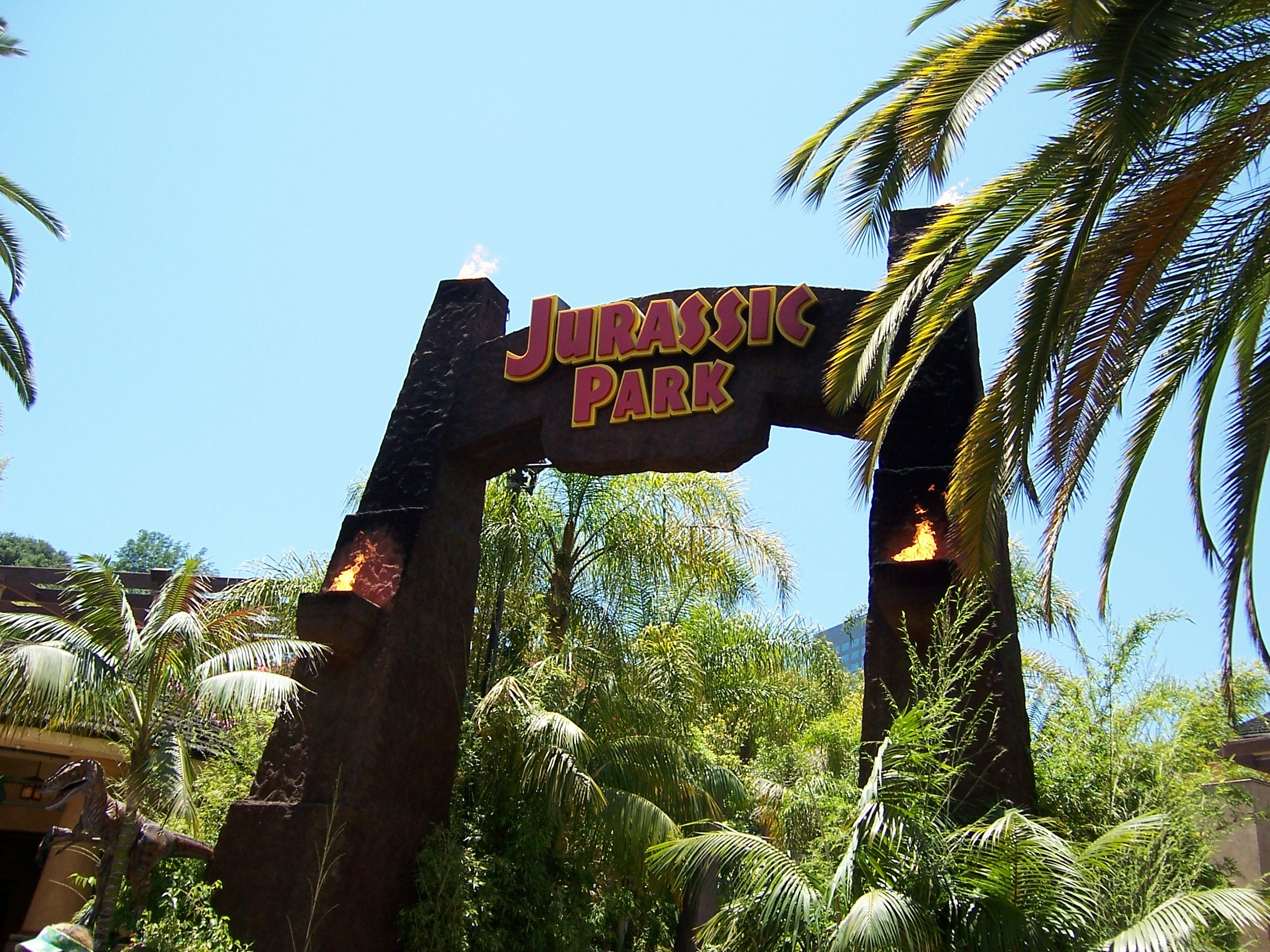
Entrée de l'attraction Jurassic World: The Ride à Los Angeles.

L'attraction Jurassic Park: The Ride entre en développement en novembre 1990 et son premier exemplaire ouvre à Universal Studios Hollywood le 15 juin 1996 pour un coût de 110 millions de dollars. Selon le scénario de l'attraction, John Hammond aurait été contacté pour reconstruire le parc à l'endroit du parc à thèmes. Universal's Islands of Adventure à Orlando possède une section entière dédiée à Jurassic Park, laquelle inclut la principale attraction, ici baptisée Jurassic Park River Adventure, qui ouvre en mars 1999 ainsi que plusieurs attractions plus modestes basées sur l'univers de la série. Haut de 85 pieds, le plongeon de l'attraction d'Orlando était le plus haut jamais construit à l'ouverture de Jurassic Park River Adventure. Le 31 mars 2001 ouvre Universal Studios Japan qui propose également une section Jurassic Park composée de commerces et une attraction, Jurassic Park : The Ride.
Ouvert le 18 mars 2010, Universal Studios Singapore contient la section The Lost World dédiée à la franchise hormis une exception, le spectacle Waterworld: A Live Sea War Spectacular.
Autres attractions basées sur la franchise cinématographique :
- Amber Rock Climb à Universal Studios Singapore, un mur d'escalade.
- Camp Jurassic à Universal's Islands of Adventure, une zone de jeux pour enfants.
- Canopy Flyer à Universal Studios Singapore, un parcours de montagnes russes à véhicules suspendus de quatre places.
- Dino-Soarin à Universal Studios Singapore, un manège avions.
- Jurassic Park Discovery Center à Universal's Islands of Adventure, exposition de dinosaures avec une reconstitution du Discovery Center présent dans le film.
- Jurassic Park Rapids Adventure à Universal Studios Singapore, un circuit de bouées de Hafema dérivé de Jurassic Park River Adventure
- Pteranodon Flyers à Universal's Islands of Adventure, montagnes russes à véhicules suspendus de deux places en forme de ptéranodons.

### Série de films
Inspiré du roman homonyme de Michael Crichton, le film a connu plusieurs suites. La première, Le Monde perdu : Jurassic Park, sort en 1997. Réalisée aussi par Steven Spielberg, adaptée très librement du roman éponyme de Crichton.
Le troisième volet de la série, Jurassic Park 3, a été réalisé en 2001 par Joe Johnston. Ce qui est annoncé comme le dernier film de la série s'inspire parfois librement d'évènements présents dans les romans de Crichton et non utilisés dans les films précédents.
En 2010, Joe Johnston affirme dans une interview à Box-Office Magazine être prêt à reprendre le projet, et que Jurassic Park 4 serait le début d'une nouvelle trilogie. Début 2013, le studio Universal Pictures, qui a produit le cycle, annonce le quatrième film pour le 11 juin 2014. Il devrait être réalisé par Colin Trevorrow. Toutefois, en mai 2013, Universal annonce que le projet Jurassic Park 4 allait être retardé et qu'il ne sortirait qu'en 2015.
Le titre du 4e film, Jurassic World, ainsi que la date de sortie américaine, 12 juin 2015, sont révélés en septembre 2013. En octobre 2013 sont annoncés les premiers noms du casting de Jurassic World : Ty Simpkins, Jake Johnson et Bryce Dallas Howard,. C'est l'acteur Chris Pratt qui tiendra le rôle principal. La réalisation est confiée à Colin Trevorrow.
La nouvelle saga Jurassic World comprend les films : Jurassic World (2015) réalisé par Colin Trevorrow, Jurassic World: Fallen Kingdom (2018) réalisé par Juan Antonio Bayona, Battle at Big Rock (2019, court métrage) réalisé par Colin Trevorrow, Jurassic World : Renaissance (2025) réalisé par Gareth Edwards.

### Version 3D
Ayant trouvé la conversion en 3D de Titanic extraordinaire, Spielberg s'est demandé si Stereo D, la société ayant été chargée de celle-ci, pouvait refaire la même chose avec Jurassic Park. Le réalisateur déclare avoir, de façon inconsciente, toujours imaginé le tournage de ce film en 3D. Bien qu'il ne l'ait pas envisagé à l'époque, la 3D n'étant pas suffisamment aboutie. C'est pourquoi selon lui, le film a un bon potentiel pour cette technologie. Gary Rydstrom, le mixeur et concepteur sonore, a également profité de l'occasion pour rendre la piste audio plus immersive.
Le 5 avril 2013, soit presque 20 ans après son lancement d'origine, le film est ressorti en version 3D. La conversion a duré 9 mois, et a nécessité plusieurs centaines d’artisans. Le tout a été supervisé par Spielberg lui-même. Par la même occasion, cette édition 3D fut produite à partir d'un nouveau master 4K,.